# Manhattan Project
 For alternative betydninger, se Manhattan Project (flertydig). (Se også artikler, som begynder med Manhattan Project)

Manhattan Project eller Manhattanprojektet var et forsknings- og udviklingsprogram, som under amerikansk ledelse og med deltagelse af Storbritannien og Canada førte til fremstillingen af de første atombomber under 2. verdenskrig. Fra 1942 til 1946 blev projektet ledet af generalmajor Leslie Groves fra den amerikanske hærs ingeniørkorps (US Army Corps of Engineers). Hærens del af projektet fik betegnelsen Manhattan District. Betegnelsen "Manhattan" afløste med tiden det officielle kodenavn "Development of Substitute Materials" for hele projektet. Undervejs opslugte Manhattanprojektet dens tidligere britiske modpart, som kaldtes Tube Alloys. Blandt de fysikere, som bidrog til atombombens skabelse, var Albert Einstein og Niels Bohr.
Manhattanprojektet begyndte i det små i 1939, men voksede så det en overgang beskæftigede over 130.000 og kostede næsten 2 mia. dollars (som svarer til omkring 150 mia. kr. i 2012). Over 90 % af pengene gik til bygning af fabrikker og produktion af spaltbart materiale, mens under 10 % gik til udvikling og produktion af selve våbnene. Forskning og udvikling foregik mere end 30 steder, hvoraf nogle var hemmelige, i USA, Storbritannien og Canada. Der blev bygget to slags atombomber under 2. verdenskrig. En forholdsvis simpel uranbombe, som benyttede 235uran, der er en forholdsvis sjælden uranisotop, som kun udgør 0,7 % af naturligt forekommende uran. Da 235uran kemisk set er identisk med den almindelige 238uranisotop og vejer næsten det samme, var den meget vanskelig at udskille. Der blev anvendt tre forskellige metoder til berigelse af uranen: elektromagnetisk diffusion, gasdiffusion og termodiffusion. Hovedparten af arbejdet blev udført i Oak Ridge, Tennessee.
Samtidig med arbejdet med at udskille 235uran arbejdede man på at lave plutonium. Der blev bygget reaktorer i Hanford, Washington, hvor uran blev bestrålet og omdannet til plutonium. Det blev herefter adskilt fra uranen ad kemisk vej. Plutoniumbomben krævede et mere kompliceret våben, som skabte en implosion og blev designet og bygget på projektets våbendesign- og konstruktionslaboratorium i Los Alamos, New Mexico. Den første atombombe, som blev sprængt, var en plutoniumbombe, og det foregik ved Trinitytesten, som blev gennemført ved Alamogordo i New Mexico den 16. juli 1945. Little Boy, som var en uranbombe, og Fat Man, der var en plutoniumbombe, blev til atombomberne over Hiroshima og Nagasaki.
Manhattanprojektet blev gennemført under omfattende sikkerhedsforanstaltninger, men det lykkedes alligevel sovjetiske spioner at trænge ind. Projektet skulle også indsamle oplysninger om det tyske atomprojekt. Igennem Operation Alsos gjorde personel fra Manhattanprojektet tjeneste i Europa. Det foregik til tider bag fjendens linjer, hvor de indsamlede nukleart materiale og fangede tyske videnskabsfolk. Lige efter krigen gennemførte Manhattanprojektet prøvesprængninger på Bikini-atollen som led i Operation Crossroads, udviklede nye våben, støttede udviklingen af netværket af amerikanske atomlaboratorier, støttede medicinsk forskning indenfor radiologi og lagde grundstenen til den atomdrevne flåde. Projektet beholdt kontrollen over amerikansk atomforskning og produktion af atombomber indtil etableringen af United States Atomic Energy Commission i januar 1947.

## Oprindelsen
I august 1939 skrev de to fremtrædende fysikere Leó Szilárd og Eugene Wigner et udkast til det såkaldte Einstein–Szilárd-brev, som advarede om den mulige udvikling af "ekstremt kraftige bomber af en ny type". I brevet opfordrede de USA til at tage skridt til at anskaffe sig lagre af uranmalm og fremskynde den forskning, som Enrico Fermi og andre arbejdede med vedrørende nukleare kædereaktioner. De fik Albert Einstein til at underskrive brevet og afleverede det til præsident Franklin D. Roosevelt. Roosevelt opfordrede Lyman Briggs fra National Bureau of Standards til at lede en rådgivende komite om uran, som skulle undersøge de forhold, som blev omtalt i brevet. Briggs holdt et møde den 21. oktober 1939 med deltagelse af Szilárd, Wigner og Edward Teller. Komiteen svarede Roosevelt i november, at uran "ville være en mulig kilde til bomber, som ville være langt mere destruktive end noget hidtil kendt."
Briggs foreslog, at National Defense Research Committee (NDRC) skulle bruge $167.000 på forskning i uran, især uran-235-isotopen og det nyligt fremstillede plutonium. Den 28. juni 1941 underskrev Roosevelt Executive Order 8807, som etablerede Office of Scientific Research and Development (OSRD) med Vannevar Bush som direktør. Kontoret fik til opgave at beskæftige sig med store ingeniørprojekter udover forskning. NDRC-komiteen om uran blev S-1 Uranium Committee hos OSRD. Ordet "Uranium" blev snart fjernet af sikkerhedshensyn.
I Storbritannien havde Otto Frisch og Rudolf Peierls på University of Birmingham fået gennembrud i undersøgelsen af den kritiske masse af 235uran i juni 1939. Deres beregninger tydede på, at den lå i en størrelsesorden af 10 kg, hvilket var tilstrækkelig lidt til at en uranbombe kunne medføres af et af tidens bombefly. Deres Frisch–Peierls memorandum fra marts 1940 satte gang i det britiske atombombeprojekt og dens Maud Committee, som enstemmigt anbefalede, at man forsøgte at udvikle en atombombe. Et af dens medlemmer, den australske fysiker Mark Oliphant, fløj til USA i slutningen af august 1941 og konstaterede, at de oplysninger, som Maud-komiteen havde stillet til rådighed, ikke var nået frem til de amerikanske fysikere. Oliphant gav sig herefter til at finde ud af, hvorfor komiteens oplysninger tilsyneladende blev ignoreret. Han mødtes med urankomiteen og besøgte Berkeley i Californien, hvor han nåede langt i en samtale med Ernest O. Lawrence. Lawrence var tilstrækkelig imponeret til selv at indlede uranforskning. Han talte selv med James B. Conant, Arthur Compton og George Pegram. Oliphants mission var derfor en succes, idet betydningsfulde amerikanske fysikere nu var klar over potentialet i en atombombe.
På et møde mellem præsident Roosevelt, Vannevar Bush og vicepræsident Henry A. Wallace den 9. oktober 1941 godkendte præsidenten atomprogrammet. Til at lede det nedsatte han en overordnet politisk gruppe, som bestod af ham selv, om end han aldrig deltog i nogen møder, Wallace, Bush, Conant, krigsminister Henry L. Stimson og hærens øverstkommanderende, general George Marshall. Roosevelt valgte at lade hæren styre projektet frem for flåden, fordi hæren havde mest erfaring med styring af storstilede byggeprojekter. Han gik også ind på at koordinere indsatsen med briterne, og den 11. oktober sendte han en meddelelse til premierminister Winston Churchill, hvori han foreslog, at de skulle skrive sammen om atomspørgsmål.

## Undersøgelse af gennemførlighed

### Forslag
S-1 Komiteen holdt sit første møde den 18. december 1941 "i en atmosfære af entusiasme og behov for handling" i kølvandet på angrebet på Pearl Harbor og den efterfølgende krigserklæring mod Japan og fra Tyskland. Der blev arbejdet på tre forskellige metoder til separation af isotoperne 235uran fra 238uran. Lawrence og hans hold på Berkeley undersøgte muligheden for elektromagnetisk adskillelse, mens Eger Murphree og Jesse Wakefield Beams' hold undersøgte gasdiffusion på Columbia University og Philip Abelson ledede en undersøgelse af termodiffusion på Carnegie Institution of Washington og senere på Naval Research Laboratory. Murphree var også leder af et mislykket projekt til separation ved hjælp af centrifuger.
I mellemtiden blev der forsket i to typer reaktorteknologi. Harold Urey fortsatte sin forskning i tungt vand på Columbia-universitetet, mens Arthur Compton tog de forskere, som arbejdede under hans ledelse på Columbia og Princeton University til University of Chicago, hvor han opbyggede det metallurgiske laboratorium i begyndelsen af 1942 for at studere plutonium og reaktorer, som brugte grafit som neutron-moderator. Briggs, Compton, Lawrence, Murphree og Urey mødtes den 23. maj 1942 for at færdiggøre S-1 komiteens anbefalinger, som gik ud på, at man skulle arbejde videre med alle fem teknologier. Dette blev godkendt af Bush, Conant og brigadegeneral Wilhelm D. Styer, som var stabschef for generalmajor Brehon B. Somervells forsyningstjeneste, som var blevet udpeget til at være hærens repræsentant i atomare spørgsmål. Bush og Conant tog anbefalingen med til den overordnede politiske gruppe med et budgetforslag på 54 mio USD til byggeprojekter, der skulle udføres af hærens ingeniørkorps, 31 mio. USD til forskning og udvikling i OSRD og 5 mio. USD til uforudsete udgifter i finansåret 1943. Den overordnede politiske gruppe sendte anbefalingen videre til præsidenten den 17. juni 1942, og han godkendte den ved at skrive "OK FDR" på dokumentet.

### Skitser til udformning af en bombe
Compton bad den teoretiske fysiker J. Robert Oppenheimer fra Berkeley om at overtage ansvaret for forskningen i hurtige neutronkalkulationer — nøglen til beregning af den kritiske masse og detonering af våbenet — efter Gregory Breit, som havde taget sin afsked den 18. maj 1942 på grund bekymringer over slap operationssikkerhed. John H. Manley, en fysiker fra det metallurgiske laboratorium fik til opgave at assistere Oppenheimer ved at kontakte og koordinere grupper af eksperimentelle fysikere spredt ud over landet. Oppenheimer og Robert Serber fra University of Illinois undersøgte problemerne omkring neutronspredning — hvordan neutroner bevægede sig i en kædereaktion — og hydrodynamik — hvordan eksplosionen som følge af en kædereaktion kunne tænkes at opføre sig. For at få kontrolleret dette arbejde og den generelle teori om fissionsreaktioner, indkaldte Oppenheimer til møder på University of Chicago i juni og på University of California, Berkeley, i juli 1942 med de teoretiske fysikere Hans Bethe, John Van Vleck, Edward Teller, Emil Konopinski, Robert Serber, Stan Frankel og Eldred C. Nelson, hvoraf de sidste tre tidligere havde været Oppenheimers studenter, og de eksperimentelle fysikere Felix Bloch, Emilio Segrè, John Manley og Edwin McMillan. De nåede frem til en foreløbig konklusion om at en fissionsbombe var teoretisk mulig.
Der var stadig mange ukendte faktorer. Man vidste ikke meget om hvordan rent 235uran opførte sig, og det samme gjaldt plutonium, et grundstof som først var blevet fremstillet i februar 1941 af Glenn Seaborg og hans gruppe. Videnskabsfolkene på Berkeley-konferencen forestillede sig at man skulle lave plutonium i atomreaktorer hvor 238uran-atomer optog neutroner, som var blevet udsendt ved spaltning af 235uran-atomer. På dette tidspunkt var der endnu ikke blevet bygget en reaktor, og der var kun meget små mængder plutonium til rådighed fra cyklotroner. Selv i december 1943 var der kun blevet fremstillet 2 mg. Der var mange måder at forme spaltbart materiale, så det blev til en kritisk masse. Den mest enkle bestod i at støde en cylinder ind i et hul i en kugle omkranset af et materiale, som holdt neutronerne inde i det spaltbare materiale for at forøge effekten. De undersøgte også former, såsom kugler, en primitiv form for "implosion", som blev foreslået af Richard C. Tolman samt muligheden for autokatalytiske metoder, som ville forøge kraften af bomben under eksplosionen.
Da de anså tanken om en fissionsbombe for afklaret i teorien – i det mindste indtil der var indsamlet flere eksperimentelle data – skiftede deltagerne på Berkeleykonferencen emne. Edward Teller mente, at man skulle diskutere en kraftigere type bombe kaldet "super", som vi i dag kender som brintbomben, som ved hjælp af en atombombe som detonator skulle skabe en fusionsproces mellem deuterium og tritium. Teller foreslog den ene metode efter den anden, men Bethe afviste dem alle. Tanken om en fusionsbombe blev lagt til side for at man kunne koncentrere sig om at lave en fissionsbombe. Teller pegede også på at det kunne tænkes, at en atombombe kunne afstedkomme at atmosfæren blev antændt som følge af fusion af kvælstofkerner.  Bethe beregnede, at dette ikke ville ske, og en rapport, som havde Teller som medforfatter viste at "ingen selvforstærkende kædereaktion er sandsynlig" I Serbers beretning omtalte Oppenheimer det til Arthur Compton, som "ikke havde tilstrækkelig fornuft til at holde mund med det. Det endte i et dokument, som blev sendt til Washington" og "aldrig blev begravet".

## Organisation

### Manhattan District
Chefen for ingeniørkorpset generalmajor Eugene Reybold udvalgte i juni 1942 oberst James C. Marshall til at være leder af hærens deltagelse i projektet. Marshall etablerede et forbindelseskontor i Washington, D.C., men opslog sit midlertidige hovedkvarter på 18. sal af 270 Broadway i New York, hvor han kunne trække på administrativ støtte fra ingeniørkorpsets nordatlantiske division. Det lå tæt på Stone & Websters kontorer på Manhattan – de var den vigtigste leverandør til projektet – og på Columbia Universitetet. Han havde tilladelse til at rekruttere folk fra sin tidligere stab i Syracuse District, og han startede med oberstløjtnant Kenneth Nichols, som blev hans næstkommanderende.
Da de fleste af hans opgaver drejede sig om byggeri, arbejdede Marshall sammen med lederen af ingeniørkorpsets bygningsdivision, generalmajor Thomas M. Robbins og dennes næstkommanderende, oberst Leslie Groves. Reybold, Somervell og Styer besluttede at kalde projektet "Udvikling af erstatningsmaterialer", men Groves syntes, at dette kunne tiltrække opmærksomhed. Da ingeniørdistrikter i reglen var navngivet efter den by de var placeret i, enedes Marshall og Groves om at opkalde hærens del af projektet for Manhattandistriktet. Dette blev den officielle betegnelse den 13. august, da Reybold udstedte ordren, som etablerede det nye distrikt. Uformelt var det kendt som Manhattan ingeniørdistriktet, eller MED. I modsætning til andre distrikter havde det ikke nogen geografisk afgrænsning, og Marshall havde kompetence som en divisionsingeniør. Udvikling af erstatningsmaterialer forblev det officielle kodenavn for projektet som helhed, men blev efterhånden erstattet af "Manhattan".
Marshall indrømmede senere, at "Jeg havde aldrig hørt om fission før, men jeg vidste, at man ikke kunne bygge noget stort fabrikskompleks – for slet ikke at tale om fire – for 90 mio. USD." En fabrik til fremstilling af TNT, som Nichols for nylig havde bygget i Pennsylvania, havde kostet 128 mio. USD. De var heller ikke imponerede over estimater, som lå indenfor en faktor 10 i begge retninger, hvilket Groves sammenlignede med en festarrangør, som skulle lave mad til mellem 10 og 1.000 gæster. En undersøgelsesgruppe fra Stone & Webster havde allerede fundet et passende sted at placere fabrikkerne. War Production Board anbefalede placeringer omkring Knoxville, et isoleret område hvor Tennessee Valley Authority kunne levere rigeligt med elektrisk strøm, og floderne kunne levere kølevand til reaktorerne. Efter at have undersøgt forskellige steder, valgte undersøgelsesgruppen en i nærheden af Elza, Tennessee. Conant anbefalede, at den straks blev anskaffet, og Styer var enig, men Marshall prøvede at vinde tid, idet han afventede resultaterne af Conants reaktoreksperimenter, inden han gik i gang. Blandt de mulige procesmuligheder lod det til, at kun Lawrence's elektromagnetiske adskillelse fungerede godt nok til, at man kunne gå i gang med at bygge.
Marshall og Nichols begyndte at samle de ressourcer de ville få brug for. Det første skridt bestod i at få projektet tildelt topprioritet. De højeste prioriteter var AA-1 til AA-4 i faldende orden, om end der også var en særlig AAA prioritet, som var forbeholdt nødstilfælde. Prioriteterne AA-1 og AA-2 blev anvendt til afgørende våben og udstyr, så oberst Lucius D. Clay, som var vicestabschef i tjenester og leverancer af bestillinger og ressourcer mente, at AA-3 var den højeste prioritet han kunne give, selv om han var villig til at give AAA prioritet til kritiske materialer, hvis behovet opstod. Nichols og Marshall var skuffede. AA-3 var den samme prioritet, som Nichols' TNT-fabrik i Pennsylvania.

### Militærpolitisk komite
Bush blev utilfreds med, at oberst Marshall ikke kunne få projektet til at skride hurtigt frem, ikke mindst at det ikke var lykkedes at få anskaffet grunden i Tennessee, den lave prioritet som hæren havde givet projektet og at beskytte hæren og placeringen af hans hovedkvarter i New York City. Bush mente, at der var behov for en mere energisk ledelse og talte med Harvey Bundy og generalerne Marshall, Somervell og Styer om sine bekymringer. Han ønskede projektet placeret under en højtrangerende politisk komite med en højt anset officer – og helst Styer – som øverste leder.
Somervell og Styer valgte Groves til posten og meddelte ham den 17. september denne beslutning samt, at general Marshall gav ordre til, at han skulle forfremmes til brigadegeneral, da man mente, at titlen general ville give pondus over for videnskabsmændene som deltog i Manhattanprojektet. Groves' ordrer placerede ham direkte under Somervell i stedet for under Reybold, mens oberst Marshall nu var underlagt Groves. Groves slog sit hovedkvarter op i Washington, D.C., på femte etage i krigsministeriets nye bygning, hvor oberst Marshall havde sit forbindelseskontor. Han overtog kommandoen over Manhattanprojektet den 23. september. Senere samme dag deltog han i et møde indkaldt af Stimson, som dannede en militærpolitisk komite, som var ansvarlig overfor den øverste politiske gruppe, bestående af Bush (med Conant som substitut), Styer og kontreadmiral William R. Purnell. Tolman og Conant blev senere udpeget til videnskabelige rådgivere for Groves.
Den 19. september opsøgte Groves Donald Nelson, formanden for War Production Board, og bad om bred autoritet til at udstede AAA prioriteter, når det var nødvendigt. I starten strittede Nelson imod, men han gav hurtigt efter, da Groves truede med at gå til præsidenten. Groves lovede ikke at bruge AAA prioriteten, med mindre det var nødvendigt. De stod hurtigt klart, at til projektets almindelige behov var AAA prioriteten alt for høj, mens AA-3 var for lav. Efter en lang kamp fik Groves til sidst tildelt projektet AA-1 status den 1. juli 1944.
Et af Groves' tidlige problemer bestod i at finde en direktør for Project Y – den gruppe som skulle udforme og bygge bomben. Det oplagte valg var en af de tre laboratorieledere, Urey, Lawrence eller Compton, men de kunne ikke undværes. Compton anbefalede Oppenheimer, som allerede havde stort kendskab til koncepterne for hvordan bomben kunne bygges. Men Oppenheimer havde ikke stor administrativ erfaring og i modsætning til Urey, Lawrence og Compton havde han ikke vundet Nobelprisen, hvilket mange fysikere mente, at lederen af et sådant projekt burde have. Der var også problemer med Oppenheimers sikkerhedsstatus, da mange i hans omgangskreds var kommunister, heriblandt hans bror, Frank Oppenheimer; hans kone Kitty og hans veninde Jean Tatlock. En lang samtale på et tog i oktober 1942 overbeviste Groves og Nichols om, at Oppenheimer fuldt ud forstod de problemer, der var ved at etablere et laboratorium på et afsides sted, og at han skulle udpeges til dets direktør. Groves afviste personligt sikkerhedsbetænkelighederne og udstedte en sikkerhedsgodkendelse af Oppenheimer den 20. juli 1943.

### Samarbejde med Storbritannien
Briterne og amerikanerne udvekslede information om atomare emner, men samordnede ikke i starten deres indsats. Storbritannien afslog i 1941 forslag fra Bush og Conant om at styrke samarbejdet med deres eget projekt, der havde kodenavnet Tube Alloys. Storbritannien kunne imidlertid ikke mønstre den samme mandskabsstyrke eller ressourcer som De forenede Stater, og på trods af den tidlige og lovende start kom det britiske projekt snart bagud i forhold til amerikanerne. Den 30. juli 1942 anbefalede sir John Anderson, som var den ansvarlige minister for projektet, premierministeren, at: "Vi må indse det faktum, at ... [vort] pionerarbejde ... er et aktiv af faldende værdi, og at hvis vi ikke hurtigt kapitaliserer det, vil vi blive blanket af. Vi kan på nuværende tidspunkt bidrage væsentligt ved en sammenslutning, men snart vil vi ikke kunne bidrage med noget."
På dette tidspunkt var briternes forhandlingsposition blev forringet. Bush og Conant havde besluttet, at De forenede Stater ikke længere havde brug for hjælp udefra, og de og andre i den bombepolitiske komite ønskede at forhindre Storbritannien i at bygge en atombombe efter krigen. Komiteen støttede, hvilket Roosevelt var indforstået med, hvorefter strømmen af informationer blev indskrænket til det briterne kunne bruge under krigen, og især ikke udformningen af bomben, selv om det amerikanske projekt herved blev forsinket. Overførslen af information til Storbritannien aftog, da Bush og Conant fortalte briterne, at ordren kom "fra toppen". I begyndelsen af 1943 ophørte Storbritannien med at sende forskningsresultater og videnskabsfolk til USA, og som følge heraf stoppede amerikanerne al udveksling af information. Briterne overvejede at stoppe leverancerne af uran og tungt vand fra Canada for at tvinge amerikanerne til igen at dele information, men Canada havde brug for amerikanske forsyninger for at kunne producere begge dele. De undersøgte muligheden for et selvstændigt atomprogram, men fandt ud af, at det ikke kunne blive færdig i tide til at få betydning for krigens udfald i Europa.
I marts 1943 besluttede Conant, at britisk hjælp ville være en fordel for projektet på nogle områder. James Chadwick og et par af de andre britiske forskere var tilstrækkelig vigtige til at bombedesignerne på Los Alamos havde brug for dem, trods risikoen for at afsløre hemmeligheder om bombens udformning. I august 1943 forhandlede Churchill og Roosevelt Quebec-aftalen på plads, hvilket førte til en genoptagelse af samarbejdet mellem forskere, som arbejdede på de samme problemer. Storbritannien indvilligede imidlertid i restriktioner på data om bygning af de storstilede produktionsanlæg, som var nødvendige for fremstilling af bomben. Den efterfølgende Hyde Park aftale i september 1944 udvidede dette samarbejde til også at omfatte tiden efter krigen. Quebecaftalen betød etablering af Combined Policy Committee, som skulle koordinere indsatsen mellem USA, Storbritannien og Canada. Stimson, Bush og Conant var de amerikanske medlemmer af denne komite, mens feltmarskal Sir John Dill og oberst John Jestyn Llewellin var de britiske medlemmer og C. D. Howe var det canadiske medlem. Llewellin vendte tilbage til Storbritannien i slutningen af 1943 og blev afløst i komiteen af Sir Ronald Ian Campbell, som senere i starten af 1945 blev afløst af den britiske ambassadør i Storbritannien, Lord Halifax. Sir John Dill døde i Washington, D.C. i november 1944 og blev efterfulgt som såvel leder af British Joint Staff Mission og som medlem af komiteen af feltmarskal Sir Henry Maitland Wilson.
Da samarbejdet blev genoptaget efter Quebecaftalen, blev briterne forbløffede over hvor langt amerikanerne var kommet og hvor store ressourcer de satte ind. De forenede Stater havde allerede brugt over 1 mia. USD (svarende til 13,4 mia. USD i 2012), mens briterne i 1943 havde brugt omkring ½ mio. GBP. Chadwick lagde derfor op til, at briterne skulle deltage mest muligt i Manhattanprojektet og opgive ethvert håb om selv at gennemføre et projekt under krigen. Med Churchills støtte forsøgte han at sikre, at enhver anmodning fra Groves om assistance blev imødekommet. Den britiske mission, som ankom til USA i december 1943 talte Niels Bohr, Otto Frisch, Klaus Fuchs, Rudolf Peierls og Ernest Titterton. Flere videnskabsfolk ankom i starten af 1944. Mens de som deltog i gasdiffusion tog tilbage i efteråret 1944, blev de 35 som arbejdede med Lawrence på Berkeley fordelt på de eksisterende laboratoriegrupper og blev der indtil krigens slutning. De 19 som blev sendt til Los Alamos kom også med i eksisterende grupper som fortrinsvis havde med implosion og bombesamling at gøre, men ikke med plutoniumbomberne. En del af Quebecaftalen gik ud på, at der ikke ville blive anvendt atomvåben mod et andet land, med mindre der var enighed om det. I juni 1945 gik Wilson med til at brugen af atomvåben mod Japan skulle fastholdes som en beslutning i Combined Policy Committee.
Combined Policy Committee dannede Combined Development Trust i juni 1944 med Groves som formand med henblik på at anskaffe uran og thorium malm på verdensmarkedet. I Belgisk Congo og Canada lå en stor del af verdens uran uden for Østeuropa og den belgiske eksilregering sad i London. Storbritannien indvilgede i at give De forenede Stater hovedparten af den belgiske uranmalm, da man ikke kunne bruge hovedparten af den uden amerikansk knowhow. I 1944 købte trusten 1.560 ton uranoxid malm fra selskaber, der drev minedrift i Belgisk Congo. For at undgå at skulle briefe den amerikanske finansminister Henry Morgenthau, Jr. om projektet blev en særlig konto, som ikke var underlagt den sædvanlige revision og kontrol, benyttet. Fra 1944 og til han trak sig tilbage fra trusten i 1947 indsatte Groves i alt 37,5 mio. USD på trustens konto.
Groves værdsatte briternes tidlige atomforskning og de britiske forskeres bidrag til Manhattenprojeket, men udtalte, at De forenede Stater ville have klaret sig uden dem. Uanset om han havde ret eller ej, var briternes deltagelse under krigen af afgørende betydning for at briternes udvikling af egne atomvåben efter krigen, da McMahon loven i 1946 midlertidigt stoppede det amerikanske samarbejde på atomområdet. 

## Projekt lokationer

### Oak Ridge
Dagen efter at han overtog projektet, tog Groves toget til Tennessee sammen med oberst Marshall for at inspicere den foreslåede placering der, og Groves blev imponeret. Den 29. september godkendte vicekrigsminister Robert P. Patterson ingeniørkorpset til at ekspropriere 23.000 ha for 3,5 mio. USD. Yderligere omkring 1.200 ha blev senere føjet til. Omkring 1.000 familier var berørt af ekspropriationen, som blev gennemført den 7. oktober. Protester, juridiske appeller og en kongresundersøgelse i 1943 var nyttesløse. I midten af november ophængte US Marshals rømningsmeddelelser på stuehusdøre og entreprenørfirmaer rykkede ind. Nogle familier fik to ugers frist til at rømme landbrug, som havde været deres hjem i generationer, mens andre havde bosat sig der efter at være blevet tvangsfjernet for at give plads til Great Smoky Mountains National Park i 1920'erne eller Norris Dam i 1930'erne. Den endelige pris for anskaffelsen af jorden i området, som først blev afsluttet i marts 1945, var kun omkring 2,66 mio. USD, hvilket svarede til omkring 116 USD pr. hektar. Da han fik forelagt offentlig proklamation nr. 2, som erklærede Oak Ridge et fuldstændig afspærret område, som ingen måtte betræde uden militær tilladelse, blev guvernøren af Tennessee, Prentice Cooper, så vred, at han rev den i stykker.
Stedet fik først navnet Kingston Demolition Range, men blev senere officielt omdøbt til Clinton Engineer Works (CEW) i starten af 1943. For at Stone og Webster kunne koncentrere om produktionsanlægget blev et beboelseskvarter til 13.000 mennesker udformet og bygget af arkitekt og byggefirmaet Skidmore, Owings and Merrill. Boligkvarteret lå på skråningerne af Black Oak Ridge, hvorfra den nye by Oak Ridge fik sit navn. Hærens tilstedeværelse ved Oak Ridge voksede i august 1943 da Nichols efterfulgte Marshall som leder af Manhattan ingeniørdistriktet. En af hans første opgaver var at flytte distriktshovedkvarteret til Oak Ridge selv om navnet på distriktet ikke blev ændret. I september 1943 blev administrations og kommunikationsfaciliteterne outsourcet til Turner Construction Company gennem et datterselskab, som fik navnet Roane-Anderson Company efter Anderson og Roane county, som var de counties Oak Ridge var en del af. Befolkningstallet i Oak Ridge oversteg snart de oprindelige planer og toppede med 75.000 i maj 1945, hvor der var 82.000 ansatte på Clinton Engineer Works, og 10.000 ved Roane-Anderson.

### Los Alamos
Det blev overvejet at placere Projekt Y ved Oak Ridge, men i den sidste ende blev det besluttet, at det skulle foregå på et fjernt sted. På anbefaling fra Oppenheimer blev jagten på et passende sted indsnævret til området ved Albuquerque, New Mexico, hvor Oppenheimer ejede en ranch. I oktober 1942 blev major John H. Dudley fra Manhattanprojektet sendt af sted for at undersøge område, og han anbefalede et sted i nærheden af Jemez Springs, New Mexico. Den 16. november besøgte Oppenheimer, Groves, Dudley og andre stedet. Oppenheimer var bange for at de høje klipper omkring stedet ville få hans folk til at få klaustrofobi mens ingeniørerne var bange for muligheden for oversvømmelse. Gruppen fortsatte herefter til området ved Los Alamos Ranch School. Oppenheimer var imponeret og udtalte sig til fordel for stedet med henvisning til dets naturlige skønhed og udsigt til Sangre de Cristo bjergene, som, håbede man, ville inspirere de som skulle arbejde på projektet. Ingeniørerne var bekymrede over den dårlige adgangsvej og om der var nok vand, men bortset fra det mente de at stedet var ideelt.
Patterson godkendte købet af området den 25. november 1942 og frigav købesummen på $440.000 for 22.000 hektar hvoraf kun 3.600 hektar ikke allerede var ejet af de føderale myndigheder. Den amerikanske landbrugsminister Claude R. Wickard gav tilladelse til at ca. 18.300 hektar, som tilhørte United States Forest Service, måtte anvendes af krigsministeriet "så længe det er nødvendigt militært". Behovet for jord til en ny vej og senere ret til at trække et 40 km langt højspændingskabel betød at man under krigen endte med at anskaffe 18.509 ha, men der blev kun brugt $414.971. Byggeriet blev udliciteret til M. M. Sundt Company i Tucson, Arizona, med Willard C. Kruger and Associates i Santa Fe, New Mexico som arkitekt og ingeniør. Arbejdet blev påbegyndt i december 1942. Groves frigav fra starten $300,000 til byggeriet, tre gange så meget som Oppenheimer havde regnet med, med 15 marts 1943 som planlagt slutdato. Det stod hurtigt klart, at omfanget af projekt Y var større end ventet og da Sundt var færdig den 30. november 1943 var der brugt over $7 mio.
Fordi stedet var hemmeligt blev Los Alamos omtalt som "Site Y" eller "the Hill". Fødselsattester for børn født i Los Alamos under krigen angav fødestedet som PO Box 1663 i Santa Fe. Oprindelig skulle Los Alamos have været et militært laboratorium og Oppenheimer og andre forskere udnævnt til officerer i hæren. Oppenheimer nåede at bestille en uniform som oberstløjtnant, men to nøglefysikere, Robert Bacher og Isidor Rabi, gjorde indsigelse overfor ideen. Conant, Groves og Oppenheimer udformede herefter et kompromis hvorved laboratoriet blev drevet af University of California for krigsministeriet.

### Argonne
På et møde i OSRD (Office of Scientific Research and Development) den 25. juni 1942 blev det besluttet at bygge et pilotanlæg til fremstilling af plutonium i Argonne skoven sydvest for Chicago. I juli indgik Nichols et lejemål vedrørende 400 hektar jord fra Cook County, Illinois, og kaptajn James F. Grafton blev udpeget til ingeniør i Chicago området. Det stod snart klart at omfanget af operationen ville blive for stort til at kunne rummes i Argonne, og det blev besluttet at bygge anlægget ved Oak Ridge.
Forsinkelser ved etableringen af Argonne fik Compton til at godkende bygning af den første reaktor under langsiden på Stagg Field på University of Chicago. Den 2. december 1942 gennemførte en gruppe under ledelse af Enrico Fermi den første kunstige  vedvarende kædereaktion i en eksperimentel reaktor, som blev kendt som Chicago Pile-1. Punktet hvor en reaktion bliver vedvarende blev kendt som "det kritiske punkt". Compton rapporterede om successen til Conant i Washington, D.C., ved hjælp af en kodet telefonbesked, hvor han sagde: "Den italienske styrmand [Fermi] er netop gået i land i den nye verden." I januar 1943 gav Graftons efterfølger, major Arthur V. Peterson, ordre til at Chicago Pile-1 skulle pilles ned og genopstilles i Argonne, da han anså det for for farligt at drive en reaktor i et tætbefolket område.

### Hanford
I december 1942 var der opstået bekymring for at selv Oak Ridge var for tæt på den store by (Knoxville) i tilfælde af et atomuheld. Groves antog i november 1942 DuPont som entreprenør ved bygning af produktionsanlægget til plutonium. DuPont fik tilbudt en standard kontrakt, hvorefter de fik dækket deres omkostninger plus et honorar, men selskabets direktør Walter S. Carpenter, Jr. ønskede ikke at tjene noget overhovedet, og bad om at få den foreslåede kontrakt ændret således at det klart fremgik, at selskabet ikke opnåede nogen form for patentrettigheder. Dette blev godkendt, men af juridiske årsager enedes man om et nominelt beløb på 1 dollar. Efter krigen bad DuPont om at blive frigjort fra kontrakten før tid, og måtte tilbagebetale 33 cents.
DuPont anbefalede at produktionsanlægget blev placeret langt væk fra uranproduktionsanlægget ved Oak Ridge. I december 1942 sendte Groves oberst Franklin Matthias og ingeniører fra DuPont af sted for at undersøge mulige placeringer. Matthias rapporterede, at Hanford nær Richland, Washington var "ideelt på næsten alle punkter". Det lå isoleret og tæt på Columbia River, som kunne levere tilstrækkeligt vand til at køle reaktorerne, som skulle producere plutonium. Groves besøgte stedeti januar og grundlagde Hanford Engineer Works (HEW), med kodenavnet "Site W".
Vicekrigsminister Patterson gav sin godkendelse den 9. februar og frigav $5 mio. til anskaffelse af 16.000 hektar jord i området. Den føderale regering tvangsflyttede omkring 1.500 beboere fra White Bluffs, Hanford og omkringliggende bebyggelser samt Wanapum og andre indianerstammer i området. Det kom til strid med landmænd om kompensation for afgrøder, som allerede var blevet sået inden jorden var blevet købt. Hvor tiden tillod det, gav hæren tilladelse til at afgrøderne blev høstet, men det kunne ikke altid lade sig gøre. Anskaffelsen af jorden trak ud, og var ikke afsluttet da Manhattanprojektet blev afsluttet i december 1946.
Striden forsinkede ikke arbejdet. Selv om man ikke var nået tilstrækkeligt langt i udformningen af hvordan reaktoren skulle se ud på Metallurgical Laboratory og ved DuPont til at man kunne præcis angive projektets størrelse gik man i gang i april 1943 med at bygge faciliteter til 25.000 arbejdere, hvoraf man regnede med at halvdelen skulle bo på stedet. I juli 1944 var der blevet bygget ca. 1.200 bygninger og næsten 51.000 personer boede på området. Som områdets ingeniør udøvede Mathias den overordnede kontrol over området. På sit højdepunkt var kontruktionsområdet den 3. største by i staten Washington. Hanford rådede over en flåde på over 900 busser – flere end byen Chicago. Ligesom Los Alamos og Oak Ridge var Richland et indhegnet samfund med begrænset adgang, men den lignede i højere grad en typisk boomende amerikansk by under krigen: den militære tilstedeværelse var mindre og den fysiske sikkerhed i form af høje hegn, tårne og vagthunde var knap så åbenlys.

### Canadiske anlæg
Cominco havde fremstillet elektrolytisk brint i Trail, British Columbia siden 1930. Urey foreslog i 1941 at de kunne fremstille tungt vand.
Udover det eksisterende anlæg til 10 mio. USD, der bestod af 3.215 celler der forbrugte 75 MW elektricitet, blev der tilføjet sekundære elektrolytiske celler, som forøgede koncentrationen af deuterium i vandet fra 2,3 % til 99,8 %. Til brug for denne proces udviklede Hugh Taylor fra Princeton en platin på kul katalysator til de første tre trin, mens Urey udviklede en nikkel-krom katalysator til det fjerde trin. Den endelige pris blev på 2,8 mio. USD. Den canadiske regering fik officielt ikke noget at vide om projektet før august 1942. Tungtvandsproduktionen i Train blev påbegyndt i januar 1944 og blev opretholdt indtil 1956. Tungt vand fra Train blev anvendt i Argonne reaktoren, der var den første reaktor som anvendte tungt vand og naturligt forekommende uran. Den blev sat i gang den 15. maj 1944.
Anlægget ved Chalk River, Ontario blev bygget for at kunne flytte aktiviteterne på Montreal Laboratory ved McGill University væk fra et byområde. Et nyt anlæg blev bygget ved Deep River, Ontario med boliger og faciliteter for gruppens medlemmer. Stedet blev valgt ud fra dets nærhed til de industrielle områder i Ontario og Quebec samt fordi den lå i nærheden af en jernbanestation ved en stor militær base, Camp Petawawa. Placeringen ved Ottawa River betød at der var adgang til rigelige vandmængder. Den første direktør for det nye laboratorium var John Cockroft, som senere blev efterfulgt af Bennett Lewis. En forsøgsreaktor med betegnelsen ZEEP (zero-energy experimental pile) blev den første canadiske atomreaktor, og var samtidig den første, som blev taget i brug udenfor USA da den blev sat i gang i september 1945. En større reaktor på 10 MW NRX, som blev tegnet under krigen blev færdiggjort og sat i gang i juli 1947.

### Tungtvandsanlæg
Selv om DuPonts foretrukne udformning af atomreaktorer indeholdt afkøling ved hjælp af helium og kontrolstave af grafit udtrykte DuPont også interesse i at bruge tungt vand som backup, ifald grafikreaktionen af en eller anden grund viste sig ikke at fungere. Til dette formål blev det beregnet, at der var brug for tre ton tungt vand om måneden. Da anlægget ved Trail, som dengang var under opbygning kunne levere ½ ton om måneden var der brug for yderligere kapacitet. Groves gav derfor DuPont til opgave at etablere tungtvandsanlæg ved Morgantown Ordnance Works, i nærheden af Morgantown, West Virginia; på Wabash River Ordnance Works, nær Dana og Newport, Indiana; på Alabama Ordnance Works nær Childersburg og Sylacauga, Alabama. Selv om de var kendt som ammunitionsfabrikker og blev betalt af ammunitionsafdelingen blev de bygget og drevet af hærens ingeniørkorps. De amerikanske anlæg benyttede en anden metode en den på Trail. Tungt vand blev opsamlet ved destillering idet man udnyttede det tunge vands lidt højere kogepunkt.

## Uran

### Malm
Det vigtigste råmateriale for projektet var uran, som blev anvendt som brændstof i reaktorerne, som materiale, der blev omdannet til plutonium, og, i dens berigede form, i selve atombomben. Der var fire kendte store uranforekomster i 1940: I Colorado, i det nordlige Canada, i Joachimstal i Tjekkoslovakiet og i Belgisk Congo. Bortset fra Joachimstal var de på allierede hænder. En undersøgelse fra november 1942 at der var tilstrækkelige mængder uran til rådighed til at dække projektets behov. Nichols sørgede i samarbejde med det amerikanske udenrigsministerium for at der blev indført eksportkontrol på uranoxid og forhandlede købet af 1.200 ton uranmalm fra Belgisk Congo, som blev opbevaret på et lager på Staten Island. Han forhandlede med Eldorado Gold Mines om køb af malm fra dets mine i Port Hope, Ontario og transport i portioner på 100 ton. Den canadiske regering opkøbte efterfølgende selskabets aktier indtil den opnåede en bestemmende indflydelse.
Den største forekomst af uranmalm var i Shinkolobwe minen i Belgisk Congo, men den var oversvømmet og lukket. Nichols forsøgte forgæves at få forhandlet en genåbning af minen på plads med Edgar Sengier, der var direktør for det selskab som ejede minen, Union Minière du Haut Katanga. Sagen blev herefter taget op af Combined Policy Committee. Da 30 procent af Union Minière's aktier tilhørte britiske interesser, tog briterne teten i forhandlingerne. Sir John Anderson og ambassadør John Winant indgik i maj 1944 en aftale med Sengier og den belgiske regering om at minen skulle genåbnes og at der skulle leveres 1.720 ton malm. For at undgå afhængighed af britiske og canadiske kilder sørgede Groves også for at købe US Vanadium Corporation's lager i Uravan, Colorado. Uranudvindingen i Colorado gav omkring 800 ton malm.
Mallinckrodt Incorporated i St. Louis, Missouri, tog malmen og opløste den i salpetersyre for at få uranylnitrat. Herefter blev der tilsat æter i en væske-væske ekstraktionsproces for at fjerne urenheder fra uranylnitraten. Den blev herefter opvarmet for at danne urantrioxid, som blev reduceret til meget rent urandioxid. Fra juli 1942 fremstillede Mallinckrodt et ton meget rent uranoxid om dagen, men det viste sig i starten at være meget svært at omdanne det til uranmetal for underleverandørerne Westinghouse og Metal Hydrides. Produktionen gik for langsomt og kvaliteten var uacceptabelt lav. En særlig afdeling af Metallurgical Laboratory blev etableret ved Iowa State College i Ames, Iowa, under Frank Spedding for at undersøge alternative metoder, og dens Amesproces blev brugbar i 1943.

#### Uran raffinering i Ames
- En "bombe" (trykkammer) som består af uranhalid og offermetal, formentlig magnesium, sænkes ned i en smelteovn
- Efter reaktionen er det indre af bomben dækket af slagger
- En uran "kiks" efter reduktionen

### Isotopadskillelse
Naturligt uran består af 99,3 % uran-238 og 0,7 % uran-235, men det er kun det sidste som kan spaltes. Det kemisk identiske uran-235 skal fysisk adskilles fra den mere rigelige isotop. Forskellige metoder blev overvejet til uranberigelse, hvilket fortrinsvis foregik ved Oak Ridge.
Den mest oplagte metode, centrifugering, slog fejl, men elektromagnetisk, gasdiffusion og termodiffusion fungerede alle og bidrog til projektet. I februar 1943 foreslog Groves at man kunne bruge det som var kommet ud af et anlæg som input i andre anlæg.

#### Centrifuger
I april 1942 anså man centrifugeringsprocessen for at være den eneste lovende adskillelsesmetode. Jesse Beams havde udviklet en sådan proces på University of Virginia i 1930'erne, men var stødt på tekniske problemer. Metoden krævede en rotationshastighed, men ved bestemte hastigheder optrådte der harmoniske vibrationer, som truede med at ødelægge maskinen. Det blev derfor nødvendigt at accelerere hurtigt gennem disse hastigheder. I 1941 begyndte han at arbejde med UF6 (uranhexafluorid), den eneste kendte gas, som indeholdt uran, og kunne adskille uran-235. På Columbia universitet bad Urey Cohen om at undersøge processen og han fremkom med en matematisk teori, som gjorde det muligt at bygge en separationscentrifuge, som Westinghouse påtog sig at bygge.
Opskalering af dette til et produktionsanlæg var en enorm teknisk udfordring. Urey og Cohen beregnede, at for at fremstille et kilogram uran-235 ville kræve op mod 50.000 centrifuger med rotorer på 1 meter eller 10.000 centrifuger med 4 meter lange rotorer (forudsat at en 4 meters rotor kunne bygges}. Udsigten til at holde så mange rotorer i gang, som hele tiden kørte ved høj hastighed virkede overvældende, og da Beams anvendte sit forsøgsanlæg fik han kun 60 % af den beregnede mængde, hvilket tydede på at der ville blive brug for endnu flere centrifuger. Beams, Urey og Cohen begyndte derefter at arbejde på en række forbedringer, som skulle forøge effektiviteten af processen; men hyppige problemer med motorer, aksler og lejer ved anvendelse ved høj hastighed forsinkede arbejdet på pilotanlægget. I november 1942 blev centrifugeringsprocessen opgivet af Military Policy Committee efter indstilling fra Conant, Nichols og August C. Klein fra Stone & Webster.

#### Elektromagnetisk adskillelse
Elektromagnetisk isotopadskillelse blev udviklet af Lawrence på University of California Radiation Laboratory. Denne metode involverede brug af udstyr, som blev kaldt calutroner, en hybrid mellem et almindeligt massespektrometer og en cyklotron. Navnet var afledt af ordene "California", "university" og "cyclotron". Ved den elektromagnetiske proces afbøjede et magnetfelt ladede partikler i forhold til deres masse. Processen var hverken særlig elegant eller effektiv. Sammenlignet med et gasdiffusionsanlæg eller en atomreaktor opbrugte en elektromagnetisk isotopadskillelse flere knappe materialer og krævede mere arbejdskraft af drive og kostede mere at bygge. Trods det blev metoden godkendt, fordi den var baseret på kendt teknologi og derfor mindre risikabel. Desuden kunne den opbygges trinvis og hurtigt nå industriel størrelse.
Marshall og Nichols fandt ud af, at en elektromagnetisk isotopadskillelse ville kræve 5.000 ton kobber, som der var stor mangel på. Imidlertid kunne man bruge sølv i stedet i forholdet 11:10. Den 3. august 1942 mødtes Nichols med vicefinansminister Daniel W. Bell og bad om at få overført 6.000 ton sølv fra lageret i West Point. "Unge mand," svarede Bell, "De kan tænke på sølv i tons, men for finansministeriet vil det altid dreje sig om sølv i troy ounces (31,1 gram)!" Til sidst blev der brugt 14.700 ton sølv.
De 31 kg tunge sølvbarrer blev smeltet om til cylindriske blokke og sendt til Phelps Dodge i Bayway, New Jersey, hvor de blev uddrevet til strimler som var 15,9 mm tykke, 76 mm brede og 12 m lange. De blev viklet til magnetiske spoler af Allis Chalmers i Milwaukee, Wisconsin. Efter krigen blev alt maskineriet afmonteret og renset og gulvet under maskineriet blev brækket op og brændt for at genindvinde små mængder sølv. Det endte med at kun 4 kg gik tabt. Det sidste sølv blev returneret i maj 1970.
Ansvaret for udformning og bygning af det elektromagnetiske adskillelsesanlæg, som blev kaldt "Y-12", blev overdraget til Stone & Webster af S-1 komiteen i juni 1942. Anlægget kom til at bestå af fem 1. trins produktionsenheder, kaldet Alpha-racerbaner, og to enheder til afsluttende behandling, kaldet Beta-racerbaner. I september 1943 godkendte Groves bygning af yderligere fire racerbaner, kaldet Alpha II. Byggeriet begyndte i februar 1943.
Da anlægget efter planen blev prøvestartet i oktober blev de 14 ton tunge vakuumtanke drejet på grund af styrken i magneterne, og deres forankring måtte forstærkes. Et mere alvorligt problem opstod da de magnetiske spoler begyndte at kortslutte. I december gav Groves ordre til at en spole skulle åbnes, og man fandt håndfulde af rust indeni. Groves beordrede herefter at racerbanerne skulle pilles ned og magneterne sendt tilbage til fabrikken for at blive renset. Der blev bygget et renseanlæg på stedet for at rense rør og samlinger. Den anden Alpha I kunne først tages i drift i slutningen af januar 1944. Det første Beta og den første og tredje Alpha I anlæg startede i marts og den fjerde Alpha I gik i drift i april. De fire Alpha II racerbaner blev færdige imellem juli og oktober 1944.
Tennessee Eastman blev engageret til at drive Y-12 anlægget til de sædvanlige omkostninger-plus-fast-beløb betingelser, hvor det faste beløb var $22.500 om måneden foruden $7.500 for hver racerbane ved de første 7 racerbaner og $4.000 for hver yderligere racerbane. Calutroner blev oprindelig betjent af forskere fra Berkeley for at få fjernet fejl og opnå en rimelig produktionsrate. De blev herefter overladt til operatører uddannet af Tennessee Eastman, som kun havde en gymnasieuddannelse. Nichols sammenlignede produktionsdataene og påpegede overfor Lawrence at de unge "hillbilly" piger klarede sig bedre end hans ph.d.er. De blev enige om at lave et produktionsvæddeløb og Lawrence tabte, hvilket gav et moralsk rygstød for arbejderne og formændene fra Tennessee Eastman. Pigerne blev "uddannet som soldater til ikke at spekulere på hvorfor", mens "videnskabsfolkene ikke kunne lade være med at gennemføre tidsrøvende undersøgelser af årsagerne til mindre udsving på målerne."
I starten berigede Y-12 uran-235 indholdet til 13-15 % og afskibede de første få hundrede gram af dette til Los Alamos i marts 1944. Kun 1 del af 5825 dele uran påført processen kom ud som slutprodukt. En stor del af resten blev spredt ud over udstyret under processen. Omhyggelig genindvinding fik produktionen op på 10 % af det tilførte uran-235 i januar 1945. I februar begyndte Alpha-racerbanerne at modtage lettere beriget (1,4 %) råmateriale fra det nye S-50 thermodiffusionsanlæg. Den følgende måned fik den beriget (5 %) råmateriale fra K-25 gasdiffusionsanlægget. I april producerede K-25 uran, som var tilstrækkeligt beriget til at det kunne bruges direkte i Beta-banerne.

#### Gasdiffusion
Den mest lovende, men også mest udfordrende metode til isotopadskillelse var gasdiffusion. Graham's lov siger, at graden af udgydelse af en gas er omvendt proportional med kvadratroden af dens molekylvægt, så i en boks med en halv-gennemtrængelig membran og en blanding af to gasser vil de lette molekyler passere ud af beholderen hurtigere end de tunge molekyler. Den gas, som kommer ud af beholderen, er blevet noget beriget, mens den resterende gas er blevet noget udpint. Ideen var, at sådanne kasser kunne opstilles som en kaskade af pumper og membraner så gassen efter hvert trin blev en smule mere beriget. Forskning i processen blev udført på Columbia University af en gruppe som omfattede Harold Urey, Karl P. Cohen og John R. Dunning.
I november 1942 godkendte den militærpolitiske komite bygningen af et 600-trins gasdiffusionsanlæg. Den 14. december accepterede M. W. Kellogg et tilbud på at bygge anlægget, som fik kodenavnet K-25. En kontrakt som endte på $ 2,5 mio. blev forhandlet på plads. Et særligt selskab ved navn Kellex blev grundlagt til projektet. Det havde Percival C. Keith, en af Kellogg's vicepræsidenter som chef. Processen stod overfor enorme tekniske vanskeligheder. Den stærkt ætsende gas uranhexafluorid måtte anvendes, da man ikke havde fundet et alternativ, og motorer og pumper skulle være 100 % tætte og omgivet af ædelgas. Det største problem var udformningen af barrieren, som skulle være stærk, porøs og modstandsdygtig overfor korrosion fra uranhexafluorid. Det bedste valg lod til at være nikkel. Edward Adler og Edward Norris lavede et trådnet af forsølvet nikkel. Et seks-trins forsøgsanlæg blev bygget på Columbia for at afprøve processen, men Norris-Adler prototypen viste sig at være for skrøbelig. Et nyt trådnet blev fremstillet af pudret nikkel af Kellex, Bell Telephone Laboratories og Bakelite Corporation. I januar 1944 beordrede Groves Kellex barrieren sat i produktion.
Kellex's udformning af K-25 bestod af en fire-etagers 800 meter lang U-formet struktur, som bestod af 54 sammenhængende bygninger. Disse var opdelt i ni sektioner. Indenfor disse var der celler i seks trin. Cellerne kunne styres uafhængigt eller i sammenhæng indenfor en sektion. Ligeledes kunne sektionerne styres selvstændigt eller som en del af en kaskade. Landmålere begyndte byggeriet ved at afstikke det 200 ha store areal i maj 1943.
Arbejdet på hovedbygningen startede i oktober 1943, og seks-trins pilotanlægget var allerede klar til drift den 17. april 1944. I 1945 sløjfede
Groves de øvre trin i anlægget og gav Kellex besked på i stedet at udforme og bygge en 540-trins side-fødeanlæg, som fik betegnelsen K-27. Kellex overdrog den sidste enhed til operatøren Union Carbide and Carbon den 11. september 1945. De samlede omkostninger, inklusiv K-27 anlægget, der blev færdig efter krigen, blev på $480 mio.
Produktionsanlægget gik i drift i februar og efterhånden som kaskade efter kaskade kom i gang steg kvaliteten af produktet. I april 1945 var K-25 nået op på en berigelse på 1,1 % og det færdige produkt fra S-50 termodiffusionsanlægget begyndte at blive brugt som råvare. Nogle produkter, som blev fremstillet den følgende måned, nåede op på næsten 7 % berigelse. I august blev de sidste af de 2892 trin taget i brug. K-25 og K-27 nåede op på deres fulde potentiale i tiden kort efter krigen, og de virkede bedre end andre produktionsanlæg og blev prototyper for en ny generation af anlæg.

#### Termodiffusion
Termodiffusionsprocessen var baseret på Sydney Chapman og David Enskogs teori, som gik ud på at når en blandet gas udsættes for et temperaturfald vil den tungeste af gasserne samle sig i den kolde ende og den lettere ved den varme. Da varme gasser har tendens til stige opad mens tunge gasser falder kan dette udnyttes som en metode til isotopadskillelse. Denne proces blev først demonstreret af H. Clusius og G. Dickel i Tyskland i 1938. Den blev udviklet af forskere i den amerikanske flåde, men det var ikke en af de berigelsesmetoder man oprindelig udvalgte til Manhattanprojektet. Det skyldtes først og fremmest at man var i tvivl om hvorvidt den teknisk set ville fungere, men rivalisering mellem hæren og flåden spillede også en rolle.
Naval Research Laboratory fortsatte forskningen i metoden under ledelse af Philip Abelson, men der var ikke meget kontakt med Manhattanprojektet indtil april 1944, da kommandør William S. Parsons, den flådeofficer som havde ansvar for udviklingen af våben i Los Alamos, fortalte Oppenheimer nyheder om et opmuntrende fremskridt i flådens eksperimenter med termodiffusion. Oppenheimer skrev til Groves og foreslog at slutproduktet fra et termodiffusionsanlæg kunne bruges som input til Y-12. Groves nedsatte et udvalg bestående af Warren K. Lewis, Eger Murphree og Richard Tolman som skulle undersøge ideen, og de vurderede at et termodiffusionsanlæg til en pris på $3,5 mio. kunne berige 50 kg uran om ugen til næsten 0,9 % uran-235. Groves godkendte byggeriet den 24. juni 1944.
Groves indgik en kontrakt med H. K. Ferguson Company fra Cleveland, Ohio, om at bygge termodiffusionsanlægget, som fik betegnelsen S-50. Groves' rådgivere, Karl Cohen og W. I. Thompson fra Standard Oil, vurderede, at det ville tage seks måneder at bygge-. Groves gav kun Ferguson fire. Planerne gik ud på installation af 2.142 14,6 meter høje diffusionskolonner, som var placeret i 21 stativer. Inden i hver kolonne var der tre koncentriske rør. Damp, som man fik fra det nærliggende kraftværk, under et tryk på 6,9 bar og en temperatur på 285 °C, strømmede nedad gennem det inderste rør, som var af nikkel og 31,7 mm i diameter, mens der strømmede vand ved 68 °C strømmede opad gennem det yderste jernrør. Isotop adskillelsen skete i den uranhexafluorid gas som befandt sig mellem nikkelrøret og et kobberrør.
Arbejdet begyndte den 9. juli 1944 og S-50 blev delvis taget i brug i september. Ferguson drev anlægget gennem et datterselskab, som hed Fercleve. Anlægget fremstillede kun 5 kg 0,852 % uran-235 i oktober. Utætheder begrænsede produktionen og afstedkom afbrydelser i de næste måneder, men i juni 1945 producerede det 5.774 kg. Fra marts 1945 var alle 21 produktionsstativer i gang. Oprindelig blev uranen fra S-50 fødet ind i Y-12, men fra marts 1945 blev alle tre berigelsesanlæg anvendt i serie. S-50 blev det første trin, som berigede fra 0,71 % til 0,89 %. Dette materiale blev viderebehandlet i gasdiffusionsprocessen i K-25 anlægget, som berigede produktet til omkring 23 %. Dette blev efterfølgende født ind i Y-12, for berigede det til omkring 89 %, hvilket var tilstrækkeligt til atomvåben.

### Bombe udformet som en kanon
Omkring 50 kg uran, der var beriget så det indeholdt 89 % uran-235, var leveret til Los Alamos i juli 1945. Det blev brugt til at skabe en en bombe af kanonmodellen. Den fungerede ved at to subkritiske uran-235 masser mekanisk blev forenet til en kritisk masse – en "kugle" og et "mål". Når de stødte sammen skulle en polonium-beryllium initiator udsende en sværm af neutroner, som ville udløse en kædereaktion i uranen. Formen på den kritiske masse var afgørende for hvor meget af det spaltbare materiale, der nåede at reagere i intervallet mellem samling og spredning, og dermed kraften af bomben. Selv hvis kun 1 % af det spaltbare materiale nåede at reagere, ville det resultere i en fungerende bombe, som havde en kraft svarende til tusinder af tons trotyl. En dårlig udformning eller en langsom samling ville give tilstrækkelig energi til hurtigt at sprede den kritiske masse, og sprængkraften ville blive kraftigt formindsket, svarende til kun nogle få tons sprængstof. Man vidste at bombens udformning ikke var effektiv og havde en tendens til at gå af ved et uheld.
Udviklingsindsatsen på denne type våben blev udført i Los Alamos af Parsons' O Division. Orlogskaptajn A. Francis Birchs gruppe færdiggjorde udformningen, som blev til Little Boy, i februar 1945. Der var ingen beriget uran til rådighed til en test. Little Boy indeholdt alt det 89 % berigede uran-235, samt noget som var 50 % beriget, hvilket gav et gennemsnit på omkring 85 % beriget. Det blev vurderet, at der var så stor sandsynlighed for at denne type bombe ville fungere, at det ikke blev anset for nødvendigt at gennemføre en afprøvning, selv om der blev gennemført en omfattende afprøvning i laboratoriet for at sikre at de grundlæggende antagelser var rigtige.

## Plutonium
Den anden udviklingslinje, som blev gennemført i Manhattanprojektet, anvendte det spaltbare grundstof plutonium. Selv om der findes små mængder plutonium i naturen, er den nemmeste måde at få store mængder af stoffet at bruge en atomreaktor hvor naturligt forekommende uran bombarderes med neutroner. Uran-238 bliver omdannet til uran-239, som hurtigt henfalder, først til neptunium-239 og derpå til plutonium-239. Kun en lille del af det forhåndenværende uran-238 bliver omdannet, så der skal efterfølgende ske en kemisk adskillelse af plutonium og uran (samt oprindelige urenheder og fissionsprodukter.

### X-10 grafitreaktoren
I marts 1943 begyndte DuPont byggeriet af et plutoniumanlæg på et 45 ha stort areal i Oak Ridge. Det var planen, at det skulle være et forsøgsanlæg for de større produktionsanlæg i Hanford. Det indeholdt den luftkølede X-10 grafitreaktor, et kemisk adskillelsesanlæg foruden støttefaciliteter. På grund af den senere beslutninger om at bygge vandkølede reaktorer ved Hanford var det kun det kemiske adskillelsesanlæg, der kom til virke som et rigtigt forsøgsanlæg. X-10 grafitreaktoren bestod af en stor dynge grafit, som var 7,2 meter bred og høj og vejede omkring 1.500 ton, som var omgivet af en 2,1 meter tyk betonskal, som fungerede som radioaktivitetsskjold.
De største vanskeligheder vedrørte uranstavene, som var fremstillet af Mallinckrodt and Metal Hydrides. De skulle på en eller anden måde indkapsles i aluminium for at forhindre korrosion og undgå at fissionsprodukter kom ud i kølesystemet. Grasselli Chemical Company forsøgte forgæves at udvikle en varm dyppeproces. I mellemtiden forsøgte Alcoa sig med at komme dem i dåser. En ny svejseproces, som ikke benyttede fluxmiddel blev udviklet, og 97 % af dåserne bestod en standard vakuumtest, men tests ved høje temperaturer tydede på at over 50 % ville gå i stykker. Trods det blev produktionen sat i gang i juni 1943. Til sidst udviklede Metallurgical Laboratory en forbedret svejseteknik, med hjælp fra General Electric, som blev taget i brug i oktober 1943.
Under opsyn af Fermi og Compton blev X-10 anlægget gjort kritisk den 4. november med omkring 30 ton uran i. En uge senere blev belastningen øget til 36 ton, hvilket forøgede elproduktionen til 500 kW, og i slutningen af måneden var de første 500 mg plutonium blevet skabt. Ændringer i tidens løb fik elproduktionen op på 4 MW i juli 1944. X-10 fungerede som produktionsanlæg indtil januar 1945, hvor det overgik til forskningsaktiviteter.

### Hanfordreaktorerne
Selv om der blev valgt en luft-kølet udformning af reaktoren i Oak Ridge for at gøre det muligt at bygge hurtigt, stod det klart, at dette ikke ville være hensigtsmæssigt ved de langt større produktionsreaktorer. De oprindelige planer fra metallaboratoriet og DuPont benyttede helium som kølemiddel, men man besluttede sig for at vandkøling ville være mere enkel, billigere og hurtigere at bygge. Tegningerne var først færdige den 4. oktober 1943. I mellemtiden koncentrerede Matthias sig om at forbedre området i Hanford ved at bygge boliger, forbedre vejene, bygge en jernbane og udbygge kapaciteten i el, vand og telefonlinjer.
Ligesom ved Oak Ridge opstod de største vanskeligheder ved indkapslingen af uranstavene, som blev indledt i Hanford i marts 1944. De blev bejdset for at fjerne skidt og urenheder, dyppet i smeltet bronze, tin, silumin, fyldt i stave ved hjælp af hydrauliske presser og derpå luket inde ved hjælp af buesvejsning i en argonatmosfære. Til sidst gennemgik de en række afprøvninger for at afsløre huller eller dårlige svejsninger. Skuffende nok bestod de fleste stave i starten ikke afprøvningerne, hvilket betød, at man kun fik lavet en håndfuld stave om dagen. Der skete imidlertid stadige fremskridt, og i juni 1944 var produktionen vokset til et punkt, hvor det så ud til at der ville være tilstrækkelig mange stave til at man kunne starte B-reaktoren som planlagt i august 1944.
Arbejdet på B-reaktoren, som var den første af 6 planlagte 250 MW reaktorer, begyndte den 10. oktober 1943.
Reaktorerne fik bogstavbetegnelser fra A til F, hvor B, D og F var de som skulle bygges først, da der herved blev størst afstand mellem reaktorerne. De blev de eneste som blev bygget i forbindelse med Manhattanprojektet. Omkring 390 ton stål, 13.300 m³ beton, 50.000 betonblokke og 71.000 betonmursten blev brugt ved byggeriet af den 36 meter høje bygning. Byggeriet af selve reaktoren begyndte i februar 1944. Under opsyn af Compton, Matthias, DuPonts, Crawford Greenewalt, Leona Woods og Fermi, som indførte den første stav, blev reaktoren startet fra den 13. september 1944. I løbet af de følgende dage blev 838 uranstave indført og reaktoren blev kritisk. Kort efter midnat den 27. september begyndte operatørerne at fjerne kontrolstavene for at indlede produktionen. I starten forekom alting at fungere efter hensigten, men omkring kl. 3 begyndte
effekten at falde, og klokken 6.30 var reaktoren gået helt i stå. Kølevandet blev undersøgt for at se, om der var en utæthed eller forurening. Den næste dag blev reaktoren startet igen, blot for igen at gå i stå.
Fermi kontaktede Chien-Shiung Wu, som fandt ud af at årsagen til problemet var neutrolforgiftning fra xenon-135, som har en halveringsperiode på 9,2 timer. Fermi, Woods, Donald J. Hughes og John Archibald Wheeler beregnede herefter at xenon-135 absorberede 30.000 flere neutroner end uran. Heldigvis havde DuPont ingeniøren George Graves afveget fra metallaboratoriets oprindelige tegning, hvor reaktoren havde 1.500 rør placeret i en cirkel, og havde tilføjet yderligere 504 rør for at udfylde hjørnerne. Videnskabsfolkene havde oprindelig betragtet denne ekstra funktion som spild af tid og penge, men Fermi indså, at ved at fylde uran i alle 2.004 rør, ville reaktoren nå op på den nødvendige effekt og producere plutonium effektivt. D-reaktoren blev startet den 17. december og F-reaktoren den 25. februar 1945.

### Separationsprocessen
I mellemtiden overvejede kemikerne problemet om hvorledes plutonium kunne separeres fra uran når dens kemiske egenskaber ikke var kendt. Mens de arbejdede med de bittesmå mængder plutonium, som var til rådighed på metallaboratoriet i 1942, udviklede en gruppe under Charles M. Cooper en lanthan-fluorid proces til adskillelse af uran og plutonium, som blev udvalgt til forsøgsanlægget. En anden separationsproces – bismuthfosfat-processen – blev senere udviklet af Seaborg og Stanly G. Thomson. Denne proces fungerede ved at få plutonium til at veksle mellem dens +4 og +6 oxidationstrin i opløsninger af bismuthfosfat. I den første tilstand blev plutonium til bundfald, i den sidste blev det i opløsningen og de andre produkter blev til bundfald.
Greenewalt foretrak bismuthfosfat-processen fordi lanthan-fluorid var korroderende , og den blev valgt til Hanford anlæggene. Da X-10 begyndte at producere plutonium blev forsøgs separationsanlægget sat på prøve. Den første portion gav et udbytte på 40 %, men i løbet af de følgende måneder voksede udbyttet til 90 %.
I Hanford blev der i starten givet højeste prioritet til installationer i 300 området. Det rummede bygninger til testmaterialer, forberedelse af uran og samlings og kalibreringsinstrumenter. En af bygningerne rummede udstyr til indkapsling af uranium stave, mens en anden indeholdt en lille testreaktor. Selv det havde fået høj prioritet sakkede arbejdet i 300 området bagud på grund af den enestående og komplekse forhold omkring områdets faciliteter og krigstidsmangel på arbejdskraft og materialer.
Tidlige planer indeholdt bygning af to separationsanlæg, et i hver af områderne 200-West og 200-East. Dette blev senere skåret ned til to – T og U anlægget i 200-West og et – B anlægget i 200-East. Hvert separationsanlæg bestod af fire bygninger: en bygning med procesceller eller "canyon" (kaldet 221), en koncentrationsbygning (224), en rensningsbygning (231) og et lager (213). En canyon var 240 meter lang og 20 meter bred. Hver bestod af 40 celler, som var 5,4 x 4 x 6 meter store.
Arbejdet på 221-T og 221-U begyndte i januar 1944, og de blev færdige i henholdsvis september og december samme år. 221-B bygningen fulgte i marts 1945. På grund af det høje strålingsniveau måtte alt arbejde i separationsanlægget foregå ved hjælp af fjernstyring og fjernsyn, noget helt uhørt i 1943. Vedligeholdelsen blev udført med hjælp fra en kran i loftet og særligt udformede værktøjer. 224 bygningerne var mindre fordi de havde mindre materialemængder at behandle, og det var mindre radioaktivt. 224-T og 224-U bygningerne blev færdige den 8. oktober 1944, mens 224-B blev færdig den 10. februar 1945. Rensningsmetoderne, som til sidst blev anvendt i 231-W, var ikke kendt da byggeriet begyndte den 8. april, men fabrikken blev færdig og metoderne udvalgt ved årets slutning. Den 5. februar 1945 overdrog Matthias personligt den første sending på 80 gram 95 %-rent plutonium-nitrat til en kurer fra Los Alamos i Los Angeles.

### Våbenudformning
I 1943 var udviklingsindsatsen rettet mod en fissionsbombe af kanontypen med plutonium, som blev kaldt Thin Man. Den indledende forskning i plutoniums egenskaber blev udført med plutonium-239, som var frembragt med cyklotroner. Det var ekstremt rent, men kunne kun fremstilles i meget små mængder. Laboratoriet i Los Alamos fik den første prøve på plutonium fra X-10 reaktoren i april 1944 og i løbet af få dage opdagede Emilio Segrè et problem: plutoniummen fra reaktoren havde et højere indhold af plutonium-240, hvilket resulterede i en op til 5 gange højere spontan fissionsrate end plutonium fra cyklotronen. Seaborg havde i marts 1943 korrekt forudsagt at noget plutonium-239 ville optage en neutron og blive til plutonium-240.
Dette gjorde plutonium fra reaktorer ubrugeligt til brug i bomber af kanontypen. Plutonium-240 ville udløse kædereaktionen for hurtigt, så det kom til en for-sprængning, som nok ville sprede bombematerialet, men ikke udløse en egentlig atomeksplosion. Det blev foreslået at lave en hurtigere kanon, men det viste sig ikke at kunne lade sig gøre. Muligheden for at separere isotoperne blev overvejet men afvist, da det er endnu sværere at adskille plutonium-240 fra plutonium-239 end uran-235 fra uran-238.
Arbejdet på en anden bombetype – en implosionsbombe – var begyndt tidligere efter tilskyndelse fra fysikeren Seth Neddermeyer. Ved implosion brugte man sprængstof til at presse en kugle af fissilt materiale, som ikke havde en kritisk masse, sammen til en mindre kugle med større tæthed. Når de spaltbare atomer blev pakket tættere sammen steg antallet af neutronkollisioner og massen blev kritisk. Metallet skal kun bevæge sig meget kort, så den kritiske masse nås meget hurtigere end ved kanonmetoden. Neddermeyers undersøgelser i 1943 begyndelsen af 1944 af implosionsmetoden viste sig lovende, men viste også at problemet ville være langt vanskeligere fra en teoretisk og ingeniørmæssig synsvinkel end kanonmetoden. I september 1943 fremførte John von Neumann, som havde erfaring med hulladninger, som blev anvendt i panserbrydende granater, at ikke blot ville implosionen formindske faren for for-sprængning, men den ville også betyde en mere effektiv anvendelse af det spaltbare materiale. Han foreslog, at man anvendte en sfærisk ladning i stedet for en cylindrisk, som den Neddermeyer arbejdede på.
I juli 1944 havde Oppenheimer konkluderet, at plutonium ikke kunne anvendes i en atombombe af kanon-typen, og foretrak i stedet implosion. Den fremskyndede indsats for at bygge en implosionsbombe, der fik kodenavnet Fat Man, begyndte i august 1944 da Oppenheimer gennemførte en omfattende reorganisering af Los Alamos laboratoriet så det kunne fokusere på implosion. To nye grupper blev dannet i Los Alamos til at udvikle implosionsbomben, X Divisionen (X for eksplosiver) under George Kistiakowsky og G (for gadget) Divisionen under Robert Bacher. Det nye design som von Neumann og T (for teoretisk) Divisionen, og især Rudolf Peierls, var fremkommet med, brugte en en linseformet sprængladning til at fokusere eksplosionen til en sfære ved hjælp af en blanding af langsomt og hurtigtvirkende sprængstof.
Udformningen af linser, som sprang med den helt rigtige form og hastighed viste sig at være et langsomt, vanskeligt og frustrerende arbejde. Forskellige sprængstoffer blev afprøvet inden man valgte composition B som hurtigt og baratol som langsomt sprængstof. Den endelige udformning lignede en fodbold med 20 hexagonale og 12 pentagonale linser, som hver vejede omkring 36 kg. For at få eksplosionen helt rigtig havde man brug for pålidelige og sikre elektriske detonatorer, som der var to af til hver linse for sikre pålideligheden. Det blev derfor besluttet at bruge såkaldte exploding-bridgewire detonatorer. En kontrakt på fremstilling af disse blev givet til Raytheon. For at undersøge adfærden af konvergerende trykbølger udtænkte Serber RaLa-eksperimentet, som brugte den kortlivede radioisotop lanthan-140, en kraftig kilde til gammastråling, i et ioniseringskammer.
Indenfor sprængstofferne var der en 11 cm tyk aluminiumsskubber, som dannede en blød overgang mellem det forholdsvis lavt komprimerede sprængstof og den 7,5 cm tykke kappe af naturligt uran. Dens hovedopgave bestod i at holde den kritiske masse samlet så længe som muligt. Den ville også reflektere neutroner tilbage i kernen. En del af det kunne også blive spaltet. For at forhindre for-sprængning ved at en neutron trængte ind udefra, var kappen dækket af et tyndt lag bor. En polonium-beryllium moduleret neutron initiator, kendt som et "søpindsvin" (urchin) fordi dens form lignede en sådan, blev udviklet af Monsanto Company til at igangsætte kædereaktionen på præcis det rigtige tidspunkt. Dette arbejde med radioaktivt poloniumskemi og metallurgi blev ledet af Charles Allen Thomas og blev kendt som Dayton Project.
Afprøvningen havde brug for op til 500 curies polonium pr. måned, hvilket Monsanto kunne levere. Hele initiatoren blev bygget ind i et bombehylster af duraluminium for at beskytte det mod projektiler og flak.
Metallurgernes sidste opgave var at regne ud hvordan de skulle forme plutonium til en kugle. Vanskelighederne blev tydelige da forsøg på at måle densiteten af plutonium gav inkonsistente resultater. I begyndelsen troede man at det skyldte forurening af materialet, men det stod snart klart at der fandtes forskellige tilstandsformer. Den sprøde α-fase, som stoffet optræder i ved stuetemperatur ændrer sig til en plastisk β-fase ved højere temperaturer. Opmærksomheden skiftede herefter til den endnu mere formbare δ-fase, som normalt optræder mellem 300-450 °C. Det viste sig, at det var stabilt ved stuetemperatur hvis det blev legeret med aluminium, men aluminium udsender neutroner når det bliver bombarderet med alfapartikler, som ville forøge problemet med for-sprængning. Metallurgerne fandt da en plutonium-gallium-legering, som stabiliserede δ-fasen og kunne varmpresses til den ønskede sfæriske form. Da det viste sig at plutonium havde let ved at korrodere blev sfæren påført et lag nikkel.
Arbejdet viste sig at være farligt. Ved årets slutning havde halvdelen af de eksperimentelle kemikere og metallurger måttet fjernes fra arbejdet med plutonium da der optrådte uacceptabelt høje mængder af grundstoffet i deres urin. En lille brand i Los Alamos i januar 1945 afstedkom frygt for at en brand i plutoniumlaboratoriet kunne forurene hele byen, og Groves gav tilladelse til opførelse af en ny facilitet til plutoniumkemi og -metallurgi. Dette sted blev kendt som DP-site (flygtningecentret). Halvkuglerne til den første plutoniumkerne blev fremstillet og leveret den 2. juli 1945. Yderligere tre halvkugler fulgte den 23. juli og blev leveret tre dage senere.

### Trinity
Da implosionsbomben var så kompliceret et våben, blev det besluttet, at selv om det betød tab af spaltbart materiale, var det nødvendigt at lave en afprøvning. Groves godkendte testen under forudsætning af, at spaltbare materiale kunne indsamles igen. Det var således tanken at bomben skulle være en fuser, men Oppenheimer valgte i stedet at lave en egentlig prøvesprængning, som fik kodenavnet "Trinity".
I marts 1944 blev planlægningen af testen overladt til Kenneth Bainbridge, en fysikprofessor fra Harvard, som arbejdede under Kistiakowsky. Bainbridge valgte bombenedkastningsområdet ved Alamogordo Army Airfield som stedet hvor testen skulle foregå. Bainbridge arbejdede sammen med kaptajn Samuel P. Davalos på etableringen af Trinity Base Camp og dens faciliteter, som omfattede barakker, lagre, værksteder, et sprængstofmagasin og et marketenderi.
Groves var ikke glad for udsigten til at skulle forklare en senatskomite, at plutonium til en værdi af 1 mia. dollar var gået tabt, så der blev bygget en cylindrisk opsamlingsbeholder med kodenavnet "Jumbo", som skulle opsamle det radioaktive materiale i fald prøvesprængningen slog fejl. Den var 7,5 m lang og 3,6 m bred. Den blev fremstillet i dyre domme af 217 ton jern og stål af Babcock & Wilcox i Barberton, Ohio. Den blev fragtet i en særlig jernbanevogn til et sidespor i Pope, New Mexico hvorfra den blev transporteret de sidste 40 km på en blokvogn, som blev trukket af to traktorer. Da den ankom, var tiltroen til implosionsmetoden imidlertid tilstrækkelig høj, og der var tilstrækkelig meget plutonium til rådighed til at Oppenheimer besluttede ikke at bruge den. I stedet blev den placeret i toppet af et ståltårn, 725 meter fra eksplosionsstedet som et groft mål for hvor kraftig en eksplosion, der var tale om. Det endte med at Jumbo overlevede, mens dens tårn ikke gjorde, hvilket bidrog til at det forekom sandsynligt, at Jumbo kunne have holdt til en fejlslagen eksplosion.
Den 7. maj 1945 blev der gennemført en sprængning for at kalibrere instrumenterne. En platform af træ blev opført 725 fra sprængningsstedet og fyldt op med 100 ton TNT som var pakket med radioaktivt materiale i form af radioaktiv uranstøv fra Hanford, som blev opløst og fyldt på rør mellem sprængstoffet. Denne eksplosion blev iagttaget af Oppenheimer og Groves' nye næstkommanderende brigadegeneral Thomas Farrell. Denne forudgående test gav data, som viste sig af vital betydning for Trinitytesten.
Til den egentlige test blev våbnet, som havde fået navnet "the gadget", hejst op i toppen af et 30 meter højt ståltårn, da en detonering i denne højde ville give en bedre indikation af hvordan bomben ville opføre sig, når den blev nedkastet fra en bombemaskine. Detonation i luften maksimerede den energi, som selve målet blev udsat for, og dannede mindre radioaktivt nedfald. Bomben blev samlet under tilsyn af Norris Bradbury i det nærliggende McDonald Ranch House den 13. juli, og forsigtigt hejst op i tårnet den følgende dag. Blandt observatørerne var Bush, Chadwick, Conant, Farrell, Fermi, Groves, Lawrence, Oppenheimer og Tolman. Klokken 5:30 om morgenen den 16. juli 1945 blev the gadget sprængt, og den havde en styrke svarende til omkring 20 kiloton TNT, hvilket efterlod et 75 meter bredt krater med Trinitit (radioaktivt glas) i ørkenen. Chokbølgen kunne mærkes mere end 160 km borte og paddehatteskyen nåede op i 12 km højde. Braget kunne høres helt i El Paso, Texas, så Groves udsendte en dækhistorie om at et ammunitionsdepot var sprunget i luften på Alamogordo Field.

## Personel
I juni 1944 beskæftigede Manhattanprojektet ca. 129.000 personer hvoraf omkring 84.500 var bygningsarbejdere, 40.500 var ansat til at drive anlæggene mens 1800 var militært personel. Efterhånden som byggeaktiviteten aftog faldt arbejdsstyrken til 100.000 et år senere, mens det militære personel voksede til 5600. Fremskaffelse af det fornødne antal arbejdere, især højt kvalificerede arbejdere, i konkurrence med andre livsvigtige krigstidsprojekter viste sig at være meget vanskeligt. I 1943 fik Groves en særlig midlertidig prioritet på arbejdskraft fra War Manpower Commission. I marts 1944 gav såvel War Production Board som War Manpower Commission projektet den højeste prioritet.
I deres rolle som projektets videnskabelige rådgivere opstillede Tolman og Conant en liste over videnskabelige kandidater og lod dem vurdere af videnskabsfolk, som allerede var beskæftiget på projektet. Groves sendte herefter et personligt brev til lederne af deres universitet eller virksomhed med en anmodning om, at de blev frigivet til vigtigt krigsarbejde. På University of Wisconsin–Madison gav Stanisław Ulam en af sine studenter, Joan Hinton, en eksamen hurtigt, så hun kunne komme af sted og udføre krigsarbejde. Nogle få uger senere fik Ulam et brev fra Hans Bethe, hvor denne inviterede ham til at deltage i projektet. Conant overtalte personligt eksperten indenfor sprængstoffer George Kistiakowsky om at han skulle deltage i projektet.
En kilde til kvalificeret arbejdskraft var hæren selv, især Army Specialized Training Program. I 1943 etablerede Manhattan ingeniørdistriktet Special Engineer Detachment (SED), med en nominel styrke på 675. Teknikere og faglærte arbejdere, som var blevet indkaldt til hæren blev tildelt SED. En anden kilde var Women's Army Corps (WAC). Oprindelig var det tanken at korpset skulle udføre sekretæropgaver, som vedrørte klassificeret materiale, men det blev snart også brugt til tekniske og videnskabelige opgaver. Den 1. februar 1945 blev alt militært personale i Manhattan ingeniørdistriktet organiseret i 9812th Technical Service Unit, bortset fra dem ved Los Alamos, hvor alt andet end SED, herunder WAC og militærpoliti blev tildelt 4817th Service Command Unit.
En lektor i radiologi fra University of Rochester School of Medicine, Stafford L. Warren, blev udnævnt til oberst i United States Army Medical Corps, og blev udnævnt til chef for MED's medicinske sektion og medicinsk rådgiver for Groves. Warrens første opgave bestod i at ansætte personale til hospitalerne i Oak Ridge, Richland og Los Alamos. Den medicinske sektion var ansvarlig for medicinsk forskning, men også for MED's sundheds- og sikkerhedsprogrammer. Dette udgjorde en enorm udfordring, da arbejdere håndterede en række giftige kemikalier, brugte farlige væsker og gasser under højt tryk, arbejdede med højspænding og udførte eksperimenter med sprængstof for ikke at tale om de stort set ukendte farer i forbindelse med radioaktivitet og håndtering af spaltbart materiale. Alligevel tildelte National Safety Council i december 1945 Manhattanprojektet sin ærespris for fremragende indsats indenfor sikkerhed som anerkendelse af dets præstationer indenfor sikkerhed. Mellem januar 1943 og juni 1945, indtraf der 62 dødsfald og 3879 invaliderende skader, hvilket var omkring 62 procent under niveauet indenfor private industrivirksomheder.

## Spionage
Manhattanprojeket blev gennemført under omfattende sikkerhedsforanstaltninger af frygt for at Aksemagterne, især Tyskland, hvis projektet blev kendt, ville intensivere deres egne atomprojekter eller gennemføre hemmelige operationer mod projektet. Frygten for sabotage var altid til stede, og når udstyr svigtede var der ofte mistanke om sabotage. Mens der var nogle problemer, som menes at være forårsaget af skødesløse eller utilfredse ansatte, var der ingen episoder hvor der med sikkerhed var tale om sabotage igangsat af aksemagterne. Imidlertid ramte en japansk ballon den 10. marts 1945 en højspændingsledning, og det heraf følgende strømudfald betød, at de tre reaktorer ved Hanford midlertidig måtte lukkes ned.
Med så mange folk involveret var sikkerhed en vanskelig opgave. Der blev etableret en særlig kontraspionageenhed, som skulle varetage projektets sikkerhedsforhold. Fra 1943 stod det klart at Sovjetunionen forsøgte at infiltrere projektet. Oberstløjtnant Boris T. Pash, lederen af kontraspionagen i Western Defense Command, undersøgte formodet sovjetisk spionage på Radiation Laboratory i Berkeley. Oppenheimer meddelte Pash at han var blevet kontaktet af en professorkollega på Berkeley, Haakon Chevalier, om at videregive information til Sovjetunionen.
Den mest succesfulde sovjetiske spion var Klaus Fuchs, der tilhørte den britiske gruppe, som spillede en vigtig rolle i Los Alamos. Afsløringen i 1950 af Fuchs' spionageaktiviteter gik ud over det amerikanske atomsamarbejde med Storbritannien og Canada. Senere blev andre tilfælde af spionage afdækket, hvilket førte til arrestation af Harry Gold, David Greenglass og Julius og Ethel Rosenberg. Andre spioner, såsom George Koval og Theodore Hall forblev ukendte i årtier. Værdien af denne spionage er vanskelig at gøre op, da den vigtigste begrænsning for det sovjetiske atombombeprojekt var mangel på uranmalm. Der er almindelig enighed om at spionagen sparede Sovjetunionen for 1-2 års arbejde.

## Efterretningsarbejde
Udover at udvikle atombomberne fik Manhattanprojektet til opgave at indsamle efterretninger om Tysklands atomprogram. Man mente, at Japans atomprogram ikke var så lang fremskredent fordi Japan ikke havde adgang til større mængder uranmalm, men i starten frygtede man, at Tyskland var meget tæt på at udvikle egne atomvåben. På Manhattanprojektets foranledning blev der gennemført bombardement og sabotage mod tungtvandsanlægget i Vemork i det tyskbesatte Norge. En lille gruppe blev dannet med folk fra flådens efterretningstjeneste, Manhattanprojektet og hærens efterretningstjeneste, som skulle undersøge fjendens videnskabelige fremskridt. Den var ikke begrænset til atomvåben. Chefen for hærens efterretningstjeneste, generalmajor George V. Strong udpegede Boris Pash til at lede enheden, som fik kodenavnet "Alsos", et græsk ord, som betyder "grove".
Alsosgruppen i Italien udspurgte staben på det fysiske laboratorium på Roms Universitet efter byens erobring i juni 1944. I mellemtiden dannede Pash en kombineret britisk og amerikansk Alsosmission i London under ledelse af kaptajn Horace K. Calvert som skulle indgå i Operation Overlord. Groves overvejede risikoen for at tyskerne kunne finde på at forsøge at stoppe landsætningerne i Normandiet med radioaktive gifte, og han bekymring var tilstrækkelig til at han valgte at advare general Dwight D. Eisenhower og sende en officer af sted for at briefe hans stabschef generalløjtnant Walter Bedell Smith. Under kodenavnet Operation Peppermint blev der forberedt særligt udstyr og grupper med speciale i kemisk krisførelse blev uddannet i brugen af det.
I kølvandet på de fremrykkende allierede hære interviewede Pash og Calvert Frédéric Joliot-Curie om de tyske forskeres aktiviteter. De talte med repræsentanter for Union Minière du Haut Katanga om urantransporter til Tyskland. De opsporede 68 ton malm i Belgien og 30 ton i Frankrig. Forhør af tyske fanger tydede på, at uran og thorium blev behandlet i Oranienburg, så Groves sørgede for et bombardement den 15. marts 1945.
En Alsosgruppe tog til Stassfurt i den Sovjetiske besættelseszone og hentede 11 ton uranmalm. I april 1945 gennemførte Pash, som leder af en blandet styrke med navnet T-Force Operation Harborage, der var en afsøgning bag fjendens linjer af byerne Hechingen, Bisingen og Haigerloch som udgjorde hjertet af det tyske atomprogram. T-Force tog atomlaboratorier, dokumenter, udstyr og forsyninger, herunder tungt vand og 1,5 ton uranmetal.
Alsosgrupper indfangede tyske forskere herunder Kurt Diebner, Otto Hahn, Walther Gerlach, Werner Heisenberg og Carl Friedrich von Weizsäcker, som blev ført til England hvor de blev interneret på Farm Hall, et hus fyldt med skjulte mikrofoner i Godmanchester. Efter at bomberne var blevet kastet i Japan, blev tyskerne tvunget til at se i øjnene, at de allierede havde gennemført hvad de ikke selv havde formået.

## Atombomberne over Hiroshima og Nagasaki

### Forberedelser
Fra november 1943 begyndte Army Air Forces Materiel Command på Wright Field i Ohio, på Operation Silverplate, kodenavnet for tilpasning af Boeing B-29 Superfortress bombeflyet så det kunne medføre atombomben. Testnedkastninger blev gennemført på Muroc Army Air Field i Californien og på Naval Ordnance Test Station i Inyokern, California. Groves mødtes med chefen for United States Army Air Forces (USAAF), general Henry H. Arnold, i marts 1944 for at diskutere nedkastning af de færdige bomber på målene. Det eneste allierede fly, som kunne bære den 5,1 meter lange Thin Man eller den 1,5 meter brede Fat Man var det britiske Avro Lancaster, men at bruge et britisk fly ville have afstedkommet problemer med vedligeholdelsen. Groves håbede på, at det amerikanske Boeing B-29 Superfortress kunne tilpasses, så det kunne medføre Thin Man ved at sammenlægge dens to bomberum. Arnold lovede, at alt ville blive gjort for at tilpasse B-29'eren til at klare opgaven, og udpegede generalmajor Oliver P. Echols som USAAF's forbindelsesofficer til Manhattanprojektet. Echols udpegede oberst Roscoe C. Wilson som sin stedfortræder, og Wilson blev Manhattanprojektets primære kontakt til USAAF. Præsident Roosevelt instruerede Groves om, at hvis atombomberne blev færdige inden krigen med Tyskland var slut, skulle han være klar til at nedkaste dem over Tyskland.
509th Composite Group blev etableret den 17. december 1944 på Wendover Army Air Field, Utah, under kommando af oberst Paul W. Tibbets. Denne base, tæt på grænsen til Nevada, fik kodenavnet "Kingman" eller "W-47". Træningen blev gennemført på Wendover og på Batista Army Airfield, Cuba, hvor 393. bombeeskadrille trænede langdistanceflyvninger over vand og nedkastning af øvelsesbomber. En særlig enhed med betegnelsen Alberta blev etableret i Los Alamos under Captain William S. Parsons som en del af Manhattanprojektet, for at hjælpe til med at forberede og levere bomberne. Kommandørkaptajn Frederick L. Ashworth fra Alberta mødtes med flådeadmiral Chester W. Nimitz på Guam i februar 1945 for at informere ham om projektet. Mens han var der, udvalgte Ashworth North Field på Stillehavsøen Tinian som base for 509th Composite Group, og reserverede plads for gruppen og dens bygninger. Gruppen blev overført til øen i juli 1945. Farrell ankom til Tinian den 30 juli som repræsentant for Manhattanprojektet.
Hovedparten af delene til Little Boy blev afskibet fra San Francisco om bord på krydseren USS Indianapolis den 16. juli, og ankom til Tinian den 26. juli. Fire dage senere blev skibet sænket af en japansk undervandsbåd. De resterende dele, som bl.a. bestod af seks uran-235-ringe, blev transporteret med tre C-54 Skymasters fra 509th Group's 320th Troop Carrier Squadron. To Fat Man-samlinger blev transporteret til Tinian i særligt tilpassede B-29'ere fra 509th Composite Group. Den første plutoniumkerne blev sendt med en særlig C-54. En fælles måludpegningskomite blev dannet af Manhattandistriktet og USAAF for at finde ud af hvilke japanske byer, der skulle være mål for atombomber, og den anbefalede Kokura, Hiroshima, Niigata og Kyoto. Her greb krigsminister Henry L. Stimson ind og meddelte, at han ville træffe afgørelsen om målene, samt at han af ikke ville tillade bombning af Kyoto på grund af byens historiske og religiøse betydning. Groves bad derfor Arnold om at slette Kyoto ikke bare fra listen over atombombemål, men også som mål for konventionelt bombardement. En af erstatningerne for Kyoto var Nagasaki.

### Bombesprængninger
I maj 1945 blev det nedsat et udvalg (Interim Committee), som skulle rådgive om anvendelsen af atomenergi under krigen og senere. Formanden for udvalget var Stimson, og James F. Byrnes, en tidligere senator, som snart blev udpeget til udenrigsminister, fungerede som præsident Harry S. Trumans personlige repræsentant, viceflådeminister Ralph A. Bard, viceudenrigsminister William L. Clayton samt Vannevar Bush, Karl T. Compton, James B. Conant og George L. Harrison som var assistent for Stimson og direktør for New York Life Insurance Company. Interim Committee nedsatte et videnskabeligt panel bestående af Arthur Compton, Fermi, Lawrence og Oppenheimer til at rådgive sig i videnskabelige spørgsmål. I sin præsentation overfor Interim Committee fremkom det videnskabelige panel med sin holdninger ikke kun vedrørende de sandsynlige fysiske virkninger af en atombombe men også på dens sandsynlige militære og politiske virkning.
På Potsdamkonferencen i Tyskland fik Truman at vide, at Trinitytesten var gået godt. Han fortalte den sovjetiske leder Joseph Stalin at USA nu var i besiddelse af et supervåben uden at gå nærmere i detaljer. Dette var den første direkte meddelelse til Sovjetunionen om atombomben, men Stalin kendte allerede til den fra sine spioner. Da tilladelsen til at bruge bomben mod japanerne allerede var givet, blev der ikke overvejet alternativer efter at japanerne havde afvist Potsdam-deklarationen.
Den 6. august 1945, lettede B-29 bombeflyet Enola Gay med Tibbets som kaptajn med Parsons om bord som bombetekniker og Little Boy i bomberummet. Hiroshima, som indeholdt et vigtigt depot for hæren og blev anvendt som afskibningshavn, var det primære mål for mission, mens Kokura og Nagasaki var alternative mål. Med Farrells tilladelse færdiggjorde Parsons bomben undervejs for at minimere farerne under starten. Bomben sprang i en højde af 525 meter med en styrke, som senere blev beregnet til 13 kiloton TNT. Et område på omkring 12 km² blev ødelagt. Japanske embedsmænd beregnede at 69 % af bygningerne i Hiroshima var ødelagt og yderligere 6–7 % beskadiget. Omkring 70-80.000 mennesker, eller 30 % af indbyggerne i Hiroshima blev dræbt øjeblikkeligt og yderligere 70.000 såret.
Om morgenen den 9. august 1945 lettede B-29 bombeflyet Bockscar under kommando af major Charles W. Sweeney med "Fat Man" om bord. Denne gang fungerede Ashworth som våbentekniker, og Kokura var det primære mål. Sweeney lettede med bomben allerede armeret, men de elektriske sikringer var stadig slået til. Da de nåede Kokura viste det sig, at skyer havde dækket byen, hvilket gjorde det umuligt at se målet, som krævet i deres ordrer. Efter tre overflyvninger af byen, og med svindende brændstof, fortsatte de til det sekundære mål, Nagasaki. Ashworth besluttede, at de ville bruge radar, hvis målet var skjult, men i sidste øjeblik kom der hul i skyerne og man kunne angribe som beordret. Fat Man blev nedkastet over byens industrielle dal – midtvejs mellem Mitsubishi stål og våbenfabrik mod syd og Mitsubishi-Urakami ammunitionsfabrikken mod nord. Den efterfølgende sprængning havde en kraft svarende til 21 kiloton TNT, nogenlunde det samme som Trinity-eksplosionen, men virkningen blev holdt indenfor Urakamidalen, og en stor del af byen blev beskyttet af de omkringliggende bakker. Omkring 44 % af byen blev ødelagt. 35.000 mennesker blev dræbt og 60.000 sårede.
Groves regnede med at have endnu en bombe klar til brug den 19. august, 3 mere i september og yderligere 3 i oktober. Yderligere to Fat Man bombeanordninger blev gjort klar. Den tredje urankerne skulle efter planen afsendes fra Kirtland Field til Tinian den 12. august. Robert Bacher var i gang med at pakke den i Ice House i Los Alamos da han fik besked. Da japanerne imidlertid indledte kapitulationsforhandlinger, gav Groves ordre til at suspendere forsendelsen. Den 11. august ringede Groves til Warren og gav ordre til at en undersøgelsesgruppe skulle rapportere om skaderne og radioaktiviteten i Hiroshima og Nagasaki. En gruppe med bærbare geigertællere ankom til Hiroshima den 8. september under ledelse af Farrell og Warren sammen med den japanske kontreadmiral Masao Tsuzuki, som fungerede som tolk. De blev i Hiroshima indtil den 14. september og undersøgte derefter Nagasaki fra 19. september til 8. oktober. Denne og andre videnskabelige missioner til Japan indsamlede værdifulde videnskabelige og historiske data.
Nødvendigheden af at bombe Hiroshima og Nagasaki blev genstand for en kontrovers blandt historikere. Nogle stillede spørgsmål ved om ikke "atomdiplomati" kunne have opnået de samme mål og det blev diskuteret om det var bomberne eller den sovjetiske krigserklæring der var den afgørende faktor. David H. Frisch mindes, at forskellige forslag såsom en teknisk demonstration af en atomeksplosion for japanerne cirkulerede blandt forskere, men i den sidste ende blev de ikke nærmere undersøgt. Franck rapporten var det mest bemærkelsesværdige forsøg på at få lavet en demonstration, men den blev afvist af Interim Committees videnskabelige panel.

## Efter krigen
Under krigen gav ordene "Manhattan Project" enhver rekvisition om arbejdere eller rationeret materiale den højeste prioritet. En opgørelse fra 1945 vurderede imidlertid, at "formentlig kun nogle få dusin i hele landet kendte hele betydningen af Manhattanprojektet, og måske kun 1000 andre var klar over, at det handlede om arbejde med atomer." De over 100.000 andre som arbejdede på projektet "arbejdede som muldvarpe i mørket". Advaret om at afsløring af projektets hemmeligheder kunne straffes med 10 års fængsel eller $ 10.000 i bøde, kunne de se enorme mængder materialer ankomme til fabrikkerne, mens der ikke kom noget ud i den anden ende, og overvåge "visere og kontakter mens der bag tykke betonvægge foregik mystiske reaktioner" uden at kende formålet med deres job. De blev lige så overraskede over resultatet som resten af verden. Aviser i Oak Ridge med nyheden om Hiroshima bomben solgtes for $1.
I forventning om bombenedkastningerne lod Groves Henry DeWolf Smyth udarbejde en historie til offentliggørelse. Rapporten om atomenergi til militære formål, bedre kendt som "Smyth Report", blev offentliggjort den 12. august 1945. Groves og Nichols overrakte Army–Navy "E" Awards til nøgleleverandører, hvis involvering hidtil havde været holdt hemmelig. Over 20 nøgleleverandører og videnskabsfolk blev tildelt præsidentens fortjenstmedalje (Presidential Medal for Merit), heriblandt Bush og Oppenheimer. Militærfolk fik Legion of Merit, bl.a. chefen for Women's Army Corps enheden, kaptajn Arlene G. Scheidenhelm.
I Hanford faldt produktionen af plutonium efterhånden som reaktorerne B, D og F blev slidt, "forgiftet" af spaltningsprodukter og udvidelse af grafitstavene, som var kendt som Wignereffekten. Udvidelsen beskadigede de rør hvor uranen blev bestrålet for at danne plutonium og gjorde dem ubrugelige. For at opretholde forsyningen af polonium til "unchin initiatorerne", blev produktionen skåret ned og den ældre enhed – B – blev lukket, så der mindst var en reaktor til rådighed senere. Forskningen fortsatte og DuPont og metallaboratoriet udviklede en redoxreaktion som en alternativ metode til udskillelse af plutonium til BiPO4 (bismuthfosfat) processen, som efterlod ubrugt uran i en form, hvorfra det var vanskeligt at genbruge det.
Arbejdet med at bygge bomber blev udført af Z divisionen, som var opkaldt efter sin direktør dr. Jerrold R. Zacharias fra Los Alamos. Z divisionen havde oprindelig til huse på Wendover Field, men flyttede Oxnard Field i New Mexico i september 1945 for at være tættere på Los Alamos. Dette var begyndelsen på Sandia Base. Den nærliggende Kirtland Field blev anvendt som B-29 base til afprøvning af brugbarhed i fly og afprøvning af nedkastninger. I oktober var hele staben og faciliteterne i Wendover blevet overført til Sandia. Efterhånden som reserveofficerer blev hjemsendt blev de udskiftet med omkring 50 særligt udvalgte linjeofficerer.
Nichols anbefalede at S-50 og Alpha linjerne på Y-12 blev lukket ned. Det skete i september. Selv om de fungerede bedre end nogensinde før, kunne Alpha linjerne ikke konkurrere med K-25 og den nye K-27, som var taget i drift i januar 1946. I december blev Y-12 anlægget lukket og dermed faldt beskæftigelsen i Tennessee Eastman fra 8.600 til 1.500 personer, hvilket gav en besparelse på $2 mio. om måneden.
Demobiliseringen udgjorde et enormt problem i Los Alamos, hvor der var en regulær talentflugt. Der var meget som manglede at blive gjort. Bomberne, der blev anvendt mod Hiroshima og Nagasaki var rene laboratorieopstillinger, der manglede meget i at gøre dem mere enkle, sikre og pålidelige. Der skulle udvikles implosionsmetoder til uranbomber i stedet for den uøkonomiske kanonmetode, og der var behov for blandede uran-plutoniumkerner, nu da der var knaphed på plutonium på grund af reaktorproblemerne. Usikkerhed om laboratoriets fremtid gjorde det imidlertid svært at få folk til at blive. Oppenheimer vendte tilbage til sit job på University of California og Groves udpegede Norris Bradbury som midlertidig erstatning. Rent faktisk kom Bradbury til at blive på posten i de næste 25 år. Groves forsøgte at bekæmpe utilfredsheden, som skyldtes manglen på bekvemmeligheder med et byggeprogram, som omfattede en forbedret vandforsyning, tre hundrede huse og fritidsfaciliteter.
To prøvesprængninger af Fat Man–typen blev gennemført på Bikini-atollen i juli 1946 som led i Operation Crossroads for at undersøge effekten af atomvåben på krigsskibe. Able blev sprængt den 1. juli 1946. Den mere spektakulære Baker blev sprængt under vandet den 25. juli 1946.
Under indtryk af de nye våbens ødelæggelseskraft og i forventning om et våbenkapløb udtrykte adskillige projektdeltagere, heriblandt Bohr, Bush og Conant det synspunkt, at det var nødvendigt at nå frem til en aftale om international kontrol med atomforskning og atomvåben. Baruchplanen som blev fremlagte i en tale til den nyetablerede atomenergikommission i juni 1946, foreslog etablering af en international atomudviklings myndighed, men det blev ikke til noget. Efter en intern amerikansk debat om den fortsatte ledelse af atomprogrammet blev den amerikanske atomenergikommission dannet med henblik på at overtage opgaverne fra Manhattanprojektet. Loven sikrede civil kontrol med atomprogrammet og fjernede udvikling, produktion og kontrol med atomvåben fra militæret. De militære aspekter blev overtaget af Armed Forces Special Weapons Project (AFSWP). Selv om Manhattanprojektet blev afsluttet den 31. december 1946, eksisterede Manhattandistriktet frem til 15. august 1947.

## Omkostninger
| Sted                     | Omkostning (1945 USD) |
| ------------------------ | --------------------- |
| Oak Ridge                | $1.188.352.000        |
| Hanford                  | $390.124.000          |
| Særlige driftsmaterialer | $103.369.000          |
| Los Alamos               | $74.055.000           |
| Forskning og udvikling   | $69.681.000           |
| Statslige fællesudgifter | $37.255.000           |
| Tungtvandsanlæg          | $26.768.000           |
| Total                    | $1.889.604.000        |

Projektets omkostninger frem til 1. oktober 1945 var $1,845 mia. svarende til mindre end 9 dages krigsudgifter og var nået op på $2,191 mia. da AEC overtog styringen den 1. januar 1947. De samlede bevillinger var på $2,4 mia. Over 90 % af udgifterne gik til bygning af anlæg og fremstilling af spaltbart materiale, mens mindre end 10 % blev brugt på udvikling og fremstilling af bomberne.
I alt var der ved udgangen af 1945 fremstillet 4 bomber – (Trinity-bomben, Little Boy, Fat Man, og en som ikke blev anvendt), hvilket betød at gennemsnitsprisen pr. bombe var omkring $500 mio. i 1945 dollars. Til sammenligning udgjorde projektets samlede omkostninger i slutningen af 1945 omkring 90 % af det som under krigen i alt var blevet brugt på fremstilling af håndvåben (uden ammunition) og 34 % af det som i alt var brugt på amerikanske kampvogne i samme periode.

## Arven
Den politiske og kulturelle betydning af udviklingen af atomvåben var dybtgående og langtrækkende. Begrebet "atomalderen" blev opfundet af William L. Laurence, en journalist fra New York Times, som blev den officielle korrespondent for Manhattanprojektet. Han var vidne til såvel Trinitytesten som bombningen af Nagasaki, og skrev senere en række artikler, som priste fordelene ved det nye våben til skyerne. Hans artikler før og efter bombenedkastningerne bidrog til at gøre befolkningen opmærksom på mulighederne ved atomteknologien og motiverede dens udvikling i USA og Sovjetunionen.
Krigstidens Manhattanprojekt efterlod en arv i form af et netværk af nationale laboratorier: Lawrence Berkeley National Laboratory, Los Alamos National Laboratory, Oak Ridge National Laboratory, Argonne National Laboratory og Ames Laboratory. Groves grundlagde yderligere to efter krigen: Brookhaven National Laboratory i Upton, New York og Sandia National Laboratories i Albuquerque, New Mexico. Groves allokerede $72 mio. til dem til forskning i finansåret 1946–1947. De kom til at ligge i front for den type storstilet forskning, som Alvin Weinberg, direktøren for Oak Ridge National Laboratory ville betegne som Big Science.
Naval Research Laboratory havde længe været interesseret i muligheden for at bruge atomkraft som kraftkilde i krigsskibe, og forsøgte at skabe sit eget atomprojekt. I maj 1946 besluttede Chester Nimitz, som nu var blevet flådens operationschef at flåden i stedet skulle arbejde sammen med Manhattanprojektet. En gruppe flådeofficerer blev stationeret i Oak Ridge. Den højest rangerende var kommandør Hyman G. Rickover, som blev assisterende direktør. De fordybede sig studiet af atomenergi og lagde grundlaget for en atomdrevet flåde. En tilsvarende gruppe fra luftvåbenet ankom til Oak Ridge i september 1946 med henblik på at udvikle atomdrevne fly. Deres projekt – Nuclear Energy for the Propulsion of Aircraft (NEPA) stødte på enorme tekniske problemer og blev til sidst opgivet.
De nye reaktorers evne til at skabe radioaktive isotoper i hidtil uhørte mængder udløste en revolution indenfor strålemedicin i årene lige efter krigen. Fra midten af 1946 begyndte Oak Ridge at distribuere radioisotoper til hospitaler og universiteter. De fleste ordrer drejede sig om I-131 og P-32, som blev brugt til diagnosticering og behandling af kræft. Isotoper blev også anvendt indenfor biologisk, industriel og landbrugsforskning.

Efter at have overladt styringen til Atomenergikommissionen tig Groves afsked med de folk, som havde arbejdet på Manhattanprojektet:
 For fem år siden var tanken om atomkraft kun en drøm. I har gjort denne drøm til en realitet. I har grebet de mest tågede af alle ideer og omdannet dem til kendsgerninger. I har bygget byer, hvor der ikke var nogen før. I har bygget industrielle anlæg i størrelse og med en præcision, som hidtil syntes umulig. I byggede det våben, som afsluttede krigen og derigennem reddede utallige amerikanske liv. Med hensyn til anvendelse i fredstid har I løftet tæppet for perspektiver på en ny verden.